# باشگاه فوتبال استقلال تهران
باشگاه فوتبال استقلال ایران که به‌اختصار استقلال، استقلال ایران و استقلال تهران نیز نامیده‌می‌شود، یک باشگاه فوتبال حرفه‌ای در ایران است که در چهارم مهر ۱۳۲۴ در شهر تهران بنیان‌گذاری‌شد. این باشگاه تا پیش از انقلاب ۱۳۵۷ در ابتدا دوچرخه‌سواران و سپس تاج نام داشت. استقلال با کسب ۳۹ عنوان قهرمانی رسمی در جام‌های قاره‌ای، کشوری و استانی در بالاترین سطح، دومین تیم پرافتخار  تاریخ فوتبال ایران محسوب‌می‌شود.
استقلال به‌عنوان قدیمی‌ترین و کهن‌ترین باشگاه فوتبال ایران شناخته‌می‌شود. آن‌ها بازی‌های خانگی خود را در ورزشگاه آزادی در تهران انجام‌می‌دهند. این باشگاه در حال حاضر در لیگ برتر ایران و جام حذفی ایران شرکت‌می‌کند و کهن‌ترین تیم هر دوی این جام‌ها است. رقبای اصلی استقلال در این دو جام، تیم‌های پرسپولیس از تهران و سپاهان از اصفهان هستند.
استقلال با ۳۹ عنوان قهرمانی رسمی در طول تاریخ خود، پرافتخارترین تیم تاریخ فوتبال ایران است و با ۲ عنوان قهرمانی، ۲ جایگاه نایب قهرمانی و ۳ مقام سومی در لیگ قهرمانان آسیا، به‌عنوان پرافتخارترین تیم ایرانی در تاریخ این رقابت‌ها و چهارمین تیم برتر قارهٔ آسیا شناخته‌می‌شود. ۲ قهرمانی در لیگ قهرمانان آسیا، ۱۰ قهرمانی در لیگ‌های فوتبال ایران، ۸ قهرمانی در جام حذفی ایران، ۱ قهرمانی در سوپر جام ایران، ۱۳ قهرمانی در جام باشگاه‌های تهران، ۴ قهرمانی در جام حذفی تهران و ۱ قهرمانی در سوپر جام تهران از افتخارات رسمی داخلی و بین‌المللی این تیم هستند.
استقلال با ده قهرمانی، دومین تیم پرافتخار لیگ‌های فوتبال ایران و با هشت قهرمانی پرافتخارترین تیم جام حذفی ایران است. آبی‌های تهرانی ۱۰ بار فاتح فرمت‌های مختلف لیگ سراسری فوتبال ایران شده‌اند که می‌توان به ۱ قهرمانی در جام قهرمانی ایران، ۱ قهرمانی در جام منطقه‌ای ایران، ۱ قهرمانی در جام تخت جمشید، ۱ قهرمان در جام قدس، ۲ قهرمانی در جام آزادگان و ۴ قهرمانی در لیگ برتر خلیج فارس اشاره کرد.
در آسیا، استقلال نخستین باشگاه ایرانی است که به جام قهرمانی باشگاه‌های این قارهٔ دست پیدا کرده‌است. استقلال تا به امروز در لیگ قهرمانان آسیا، ۲ عنوان قهرمانی در سال‌های ۱۳۴۹ (۱۹۷۰ میلادی) و ۷۰–۱۳۶۹ (۹۱–۱۹۹۰ میلادی)، ۲ جایگاه نایب قهرمانی در سال‌های ۱۳۷۰ (۱۹۹۱ میلادی) و ۷۸–۱۳۷۷ (۹۹–۱۹۹۸ میلادی) و ۳ مقام سومی کسب‌کرده‌است. همچنین آبی‌های تهرانی ۷ بار به مرحله نیمه‌نهایی لیگ قهرمانان آسیا راه‌یافته‌اند. باشگاه استقلال موفق‌ترین نمایندهٔ فوتبال ایران در تاریخ مسابقات لیگ قهرمانان آسیا تاکنون است. آبی‌های پایتخت همچنین به‌عنوان پرافتخارترین تیم ایران در آسیا شناخته‌می‌شوند و جایگاه چهارمین تیم پرافتخار تاریخ قارهٔ آسیا را در اختیار دارند. باشگاه استقلال از سوی فدراسیون بین‌المللی تاریخ و آمار فوتبال به عنوان سومین باشگاه برتر قرن بیستم در قارهٔ آسیا و برترین باشگاه ایرانی شناخته‌شده‌است. فدراسیون بین‌المللی تاریخ و آمار فوتبال باشگاه استقلال را پس از الهلال عربستان و یوکوهاما مارینوس ژاپن به عنوان سومین باشگاه برتر فوتبال آسیا در قرن بیستم انتخاب کرد.
پرویز خسروانی از مؤسسان نخستین باشگاه و مالک آن تا پیش از انقلاب بود و بعد از انقلاب در حالی که در ابتدا سعی بر مصادره یا انحلال این باشگاه توسط گروه‌های سیاسی مختلف بود، در نهایت با تلاش عنایت‌الله آتشی نماینده سازمان تربیت بدنی دولت وقت در امور مربوط به سازمان ورزشی و فرهنگی تاج و تعدادی از بازیکنان پیشین و آن زمان استقلال به‌ویژه منصور پورحیدری، این باشگاه با تغییر نام و نشان‌واره از انحلال نجات یافت و به‌صورت رسمی تحت مالکیت سازمان تربیت بدنی درآمد؛ هرچند که در این راه تمامی دارایی‌های خود را از دست داد. با انحلال سازمان تربیت بدنی در ۱۳۸۹ و تأسیس وزارت ورزش و جوانان، مالکیت این باشگاه نیز به این وزارت‌خانه رسید. برند باشگاه استقلال نیز در ۱۳۹۲ و در دهمین جشنواره ملی قهرمانان صنعت ایران به‌عنوان یکی از ۱۰۰ برند برتر ایران شناخته‌شد. باشگاه استقلال همچنین به‌عنوان با ارزش‌ترین برند فوتبالی ایران شناخته‌می‌شود.

## پیشینه

### ۵۷–۱۳۲۴: دوچرخه‌سواران و تاج

بازیکنان دوچرخه‌سواران در جشن ۴ آبان ۱۳۲۵ در ورزشگاه امجدیه

در سال ۱۳۲۴ تعدادی از دوچرخه‌سواران باسابقه و دارای عنوان‌های قهرمانی در کشور تصمیم گرفتند با ایجاد مرکزی برای گردهمایی‌های دوستانه، پایه‌های یک تشکل صنفی را برپا کنند و کلوپ دوچرخه‌سواران در ۴ مهر ۱۳۲۴ توسط آنان در تهران و در دفتری در خیابان فردوسی تأسیس شد، این باشگاه در ابتدا فقط مختص دوچرخه‌سواری بود. اما بعدها رشته‌های دیگر از جمله فوتبال نیز به فعالیت‌های باشگاه اضافه شدند. پنج ماه بعد و در اسفند همان سال، بازیکنانی همچون چون علی دانایی‌فرد، پطرس باباجان، حسین حراج‌چی، احمد صمدیان، پیر کارلو، حسنعلی منصور، تفرشی، پرویز عمواوغلی، محمد جاودان با ادغام دو تیم نادر به سرپرستی محمد جاودان و تیم شهاب به سرپرستی پرویز عمواوغلی، تیم فوتبال کلوب دوچرخه‌سواران را تشکیل دادند و بدین ترتیب باشگاه فوتبال دوچرخه‌سواران آغاز به فعالیت کرد. از میان بازیکنان آن زمان باشگاه علی دانایی‌فرد به عنوان مربی انتخاب شد.
در ۳۱ فروردین ۱۳۲۵ نخستین بازی فوتبال تاریخ باشگاه دوچرخه‌سواران انجام شد، این بازی که یک بازی دوستانه با تیم گیو بندرانزلی بود با نتیجه ‎۱–۰ به سود تیم دوچرخه‌سواران پایان یافت. نخستین بازی رسمی تاریخ این باشگاه نیز در آذر ۱۳۲۵ در هفته اول جام باشگاه‌های تهران ۱۳۲۵ برگزار شد که برابر تیم سرباز با نتیجه ۱–۳ شکست خورد. دوچرخه‌سواران در پایان مسابقات آن فصل و در اولین فصل حضورش در مسابقات رسمی، در هر دو جام باشگاهی و حذفی تهران به فینال رسید اما با شکست در فینال‌ها در برابر به ترتیب تیم‌های سرباز و دارایی در هر دو جام دوم شد. فصل بعد و در هشتم خرداد ۱۳۲۷ این باشگاه قهرمان مسابقات جام حذفی تهران ۲۷–۱۳۲۶ شد که این قهرمانی نخستین عنوان رسمی دوچرخه‌سواران است. در مهر ۱۳۲۸ و با توافق بین پرویز خسروانی، از اعضای هیئت مؤسسان و مدیر آن زمان باشگاه و مدیران تیم سرباز، این تیم منحل شد و بازیکنانش به تیم دوچرخه‌سواران پیوستند که این کار قدرت دوچندانی به تیم بخشید.
در زمستان ۱۳۲۸ پرویز خسروانی به تنهایی امتیاز باشگاه دوچرخه‌سواران را در اختیار گرفت و سپس دست به تغییر نام باشگاه زد چرا که باشگاه دوچرخه‌سواران حالا در چندین رشته ورزشی فعال بود و نام دوچرخه‌سواران دیگر مناسب چنین باشگاهی نبود. در ۲۲ بهمن ۱۳۲۸ نام باشگاه بعد از بحث و رای‌گیری بین اعضای هیئت‌مدیره و با توصیه بازیکنان نظامی باشگاه همچون محمد خاتم، حسین سرودی و همچنین خود پرویز خسروانی، به باشگاه ورزشی تاج تهران تغییر کرد و به ثبت رسید. اعضای هیئت مدیره در هنگام تغییر نام باشگاه عبارت بودند از: پرویز عمواوغلی، گرائیلی، ملکی، علی دانایی‌فرد و سیدآقا جلالی. در فصل ۱۳۲۸ تاج در جام باشگاه‌های تهران ۱۳۲۸ قهرمان شد که این نخستین قهرمانی این تیم در لیگ فوتبال تهران بود. همچنین در تابستان ۱۳۲۹ تیم تاج با دعوت انجمن ملی المپیک افغانستان به این کشور سفر و در جام استقلال افغانستان در شهر کابل شرکت کرد و در یکی از بازی‌های این جام تیم ملی افغانستان را ‎۳–۲ شکست داد. این نخستین سفر یک تیم باشگاهی ایرانی به خارج از کشور بود. در اسفند ۱۳۲۹ نخستین دوره بازی‌های آسیایی در دهلی‌نو برگزار شد و از ۶۴ ورزشکار کاروان ایران ۲۲ نفر از اعضای تیم تاج بودند از جمله ستارگان تیم فوتبال تاج، عارف قلی‌زاده، محمود بیاتی، نادر افشارعلوی‌نژاد، پرویز کوزه‌کنانی و ژرژ مارکاریان.
دهه ۱۳۳۰ دوران اقتدار تاج در مسابقات فوتبال تهران و ایران بود. در فصل ۱۳۳۱ تاج برای دومین مرتبه قهرمان جام باشگاه‌های تهران شد اما پس از این فصل باشگاه تاج دچار اختلافات داخلی شد و این اختلافات باعث شدند تا تعدادی از بازیکنان و مربی تیم به تیم نادر پیوستند. خاتم و سرودی نیز با خسروانی و جاه طلبی‌هایش به مشکل خوردند و تاج را ترک کردند. مجموع این اتفاقات باعث شدند تا برای ۳ فصل تاج در مسابقات باشگاه‌های تهران شرکت نکرد یا در میانه‌های جدول متوقف شد و دست تیم از جام‌های قهرمانی کوتاه ماند. اما در نیمه دوم این دهه با بازگشت دانایی‌فرد و تعدادی از بازیکنان جدا شده، تاج مجدداً موفق به فتح جام باشگاه‌ها و حذفی تهران شد و در فصل ۱۳۳۵ قهرمان جام باشگاه‌های تهران شد. در فصل ۳۷–۱۳۳۶ تاج ابتدا عنوان قهرمانی در جام باشگاه‌های تهران را تکرار کرد و سپس به عنوان نماینده تهران در مسابقات قهرمانی ایران که در اصفهان برگزار شد شرکت کرد و با برتری بر رقبا قهرمان ایران شد. تاجی‌ها در دیدار فینال با نتیجه ۰–۳ تیم منتخب تبریز را مغلوب کردند. در فصل ۳۸–۱۳۳۷ تاج توانست هر دو جام باشگاه‌ها و حذفی تهران را هم‌زمان فتح کند. تاج فصل بعد و در ۴۰–۱۳۳۹ موفق شد باز هم قهرمان جام باشگاه‌های تهران شود تا تعداد قهرمانی‌های تاج در این مسابقات در دهه ۱۳۳۰ به عدد ۵ برسد.

مسن شدن بازیکنان اصلی و ظهور رقبای جدید از جمله تیم پاس که تعدادی از بازیکنان نظامی باشگاه از جمله حسن حبیبی، حشمت مهاجرانی و محمد رنجبر را به خدمت گرفت باعث شدند تا تیم تاج پس از کسب قهرمانی در جام باشگاه‌های تهران ۱۳۴۱ در فصل ۱۳۴۱ در سال‌های نخستین دهه ۱۳۴۰ موفقیت خاص دیگری کسب نکند و در مسابقات جام باشگاه‌های تهران همواره در میانه‌های جدول متوقف شد. در نیمه دوم این دهه باشگاه دستخوش تغییراتی شد، زدراکو رایکوف در اسفند ۱۳۴۸ جانشین علی دانایی‌فرد شد و وی بعد از بیش از دو دهه مربی‌گری در تاج از این پست کنار رفت و فصل نوینی در تاریخ باشگاه تاج رقم خورد. رایکوف در نخستین قدم جوانگرایی را در دستور کار خود قرار داد و سپس سیستم تیم را از ۴-۲-۴ سنتی فوتبال ایران به سیستم مدرن ۳-۳-۴ تغییر داد.

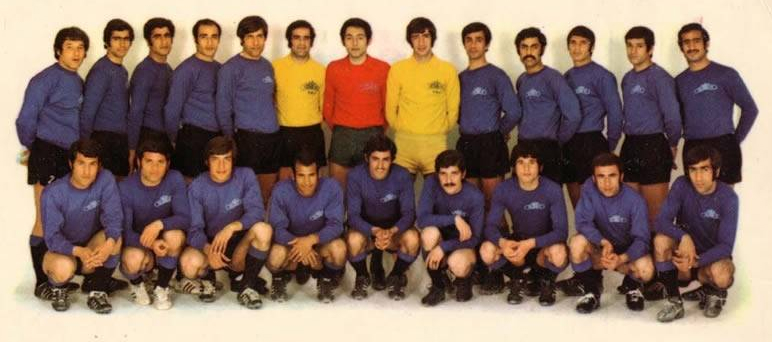
تاج قهرمان آسیا در بهار ۱۳۴۹

تیم تاج در بهار ۱۳۴۹ تاج با سیمایی نوین قدم به مسابقات باشگاهی قهرمانی آسیا ۱۹۷۰ گذاشت. تیم تاج در پی قهرمانی در جام باشگاه‌های تهران ۴۸–۱۳۴۷ برای نخستین بار جواز حضور در مسابقات قاره‌ای را کسب کرد و در ورزشگاه امجدیه میزبان این مسابقات بود. تاج موفق شد بدون شکست خوردن عنوان قهرمانی آسیا را از آن خود کند. آن‌ها در دیدار فینال این مسابقات در حالی که با یک گل از هاپوئل، حریف اسرائیلی خود عقب بودند در نهایت با گل غلام وفاخواه مساوی کردند و در وقت‌های اضافه با گل مسعود معینی پیروز شدند تا جام قهرمانی آسیا در خانه بماند و یکی از باارزش‌ترین عنوان‌های قهرمانی تاریخ این باشگاه به دست آمد. در زمستان ۱۳۴۹ تاج جام منطقه‌ای ۱۳۴۹، نخستین جام باشگاهی سراسری ایران را باز هم بدون شکست فتح کرد، آبی‌پوشان در نیمه‌نهایی این مسابقات در دیداری جنجالی و پر حاشیه از سد پرسپولیس گذشتند و در فینال پاس را شکست دادند.
فصل بعد تاج در بهار ۱۳۵۰ یک بار دیگر فاتح جام باشگاه‌های تهران شد اما در تکرار عنوان قهرمانی در ایران ناموفق بود و به عنوان سومی جام منطقه‌ای رضایت داد. تاج در فصل ۱۳۵۱ یک بار دیگر جام باشگاه‌های تهران را فتح کرد. جام باشگاه‌های تهران ۱۳۵۱ آخرین فصلی بود که تاج در این مسابقات شرکت کرد و از فصل ۱۳۵۲ تیم تاج به مسابقات جام تخت جمشید پیوست و دور دوم مسابقات را در حالی فتح کرد که در نیم فصل نخست آن فصل از یازده بازی ده برد و یک تساوی کسب کرده بود اما در نیم فصل دوم که پس از برگزاری بازی‌های آسیایی تهران ادامه یافت با افت مواجه شد ولی در نهایت دو هفته مانده به پایان فصل قهرمان شد. فصل بعد تاج نتوانست از مقام قهرمانی‌اش دفاع کند و در هفته‌های پایانی فصل ۱۳۵۵ سرانجام رایکوف بعد از حدود هفت سال مربی‌گری از تاج کنار رفت و در ابتدا علی دانایی‌فرد به شکل موقت و سپس ولادمیر جکیچ به‌طور ثابت جانشینش شدند. باشگاه تاج در فصل ۱۳۵۷ موفق شد فاتح دومین دوره رقابت‌های جام حذفی شود تا آخرین عنوان قهرمانی فوتبال سراسری ایران قبل از انقلاب ۱۳۵۷ را از آن خود کند. در شهریور همان سال و در حالی که از جام تخت‌جمشید ۱۳۵۷ دوازده هفته گذشته بود و این باشگاه با یک امتیاز کمتر در تعقیب شهباز صدرنشین بود، با ملتهب شدن شرایط کشور و اوج‌گیری انقلاب و تعطیلی این مسابقات از ادامه حضور در رقابت‌ها بازماند.

### ۱۳۵۷–هم‌اکنون: استقلال

منصور پورحیدری بر روی دوش بازیکنان استقلال بعد از پیروزی در فینال لیگ قدس ۱۳۶۹، پورحیدری در جلوگیری از انحلال باشگاه تاج نقش حیاتی ایفا کرد و در سال‌های بعد ۸ مرتبه سرمربی تیم استقلال شد.

پس از انقلاب ۱۳۵۷، کاخ مرکزی تاج، شبانه توسط کمیته انقلاب اسلامی تسخیر و موزه باشگاه تاج مورد سرقت واقع شد و بسیاری از اماکن باشگاه تاج مانند فروشگاه و دفتر مرکزی از دست گردانندگان باشگاه خارج و به سازمان‌هایی همچون تربیت بدنی و تبلیغات اسلامی واگذار شدند. سپس در حالی که چند گروه مختلف سیاسی قصد مصادره باشگاه را داشتند و حسین فکری، سرپرست موقت سازمان تربیت بدنی به ۲۲ تن از بازیکنان تاج رضایت‌نامه داده و به آنان اعلام کرده بود که به هرجا دوست دارند می‌توانند بروند، با تلاش و سماجت جمعی از بازیکنان آن زمان و سابق باشگاه همچون عنایت‌الله آتشی (از تیم بسکتبال تاج)، عباس کردنوری، حسن نظری، ناصر حجازی، جواد قراب، رضا عادلخانی، حسن روشن، مهدی کشاورز، قاضی شعار، هادی نراقی و به خصوص منصور پورحیدری و تعدادی از هواداران باشگاه از انحلال و مصادره تاج جلوگیری شد. سال بعد در حالی که تیم تاج قصد داشت در مسابقات جام شهید اسپندی شرکت کند، برگزارکنندگان مسابقات از حضور این تیم با نام تاج جلوگیری کردند و اعلام کردند که تاج یک مجموعهٔ ورزشی مانند امجدیه است و به عنوان یک تیم ورزشی در مسابقات پذیرفته نمی‌شود. با مشورت برخی از بازیکنان قدیمی و نزدیکان باشگاه از جمله منصور پورحیدری، سیدآقا جلالی، بهرام صفت، پدر حسن روشن و عنایت‌الله آتشی چند نام همچون استقلال و آزادی و تختی پیشنهاد شدند و در نهایت در بیستم فروردین ۱۳۵۸ نام استقلال برگزیده شد و نام باشگاه به باشگاه فوتبال استقلال تهران، تغییر و باشگاه در جام شهید اسپندی شرکت کرد اما به هر صورت در میانه‌های برگزاری جام از ادامه مشارکت استقلال جلوگیری شد.
با جوانگرایی مربیان پیشین و سازندگی تیم‌های پایه، باشگاه در سال‌های پایانی دهه ۱۳۵۰ و نخستین دهه ۱۳۶۰ چندان ترکیب اصلی خود را عوض نکرد و از فصل ۱۳۵۸ به دلیل عدم برگزاری مسابقات سراسری به مسابقات استانی جام باشگاه‌های تهران بازگشت اما این مسابقات در هر دو فصل ۱۳۵۸ و ۱۳۵۹ ناتمام ماندند. منصور پورحیدری بازیکن و مربی سابق باشگاه در فصل ۱۳۵۹ برای نخستین بار پست سرمربی‌گری باشگاه را بر عهده گرفت، در نیمه نخست دهه ۱۳۶۰ استقلال دو بار در سال‌های ۱۳۶۲ و ۱۳۶۴ جام باشگاه‌های تهران را فتح کرد که قهرمانی این تیم در فصل ۱۳۶۲ نخستین قهرمانی‌اش با نام نوین استقلال بود. در سال‌های ابتدایی دهه ۱۳۶۰ پست مربی‌گری در استقلال بارها دست به دست شد به گونه‌ای که در ۱۳۶۳ فریدون عسگرزاده به مدت پانزده روز و در ۱۳۶۴ حسن حبیبی به مدت ۴۵ روز این سمت را بر عهده داشتند. پست مدیریت باشگاه نیز میان کارمندان سازمان تربیت بدنی دست به دست شد؛ به عنوان نمونه نادر فریادشیران که در ۱۳۶۴ دروازه‌بان ذخیره راه‌آهن بود به دلیل کارمند بودن در سازمان تربیت بدنی هم‌زمان مدیریت باشگاه را نیز بر عهده داشت. اما از ۱۳۶۸ و با تغییر در مدیریت سازمان تربیت بدنی، سیستم مدیریت استقلال نیز عوض شد و ثباتی که این تغییر با خود به همراه آورد باعث شد تا یکی از درخشان‌ترین دوران‌های باشگاه استقلال رقم بخورد. آن‌ها در آن ابتدا در چهارمین دوره لیگ قدس که نخستین مسابقات سراسری باشگاهی در ایران پس از انقلاب ۱۳۵۷ بود قهرمان شدند؛ استقلال در دیدار فینال این مسابقات پرسپولیس را شکست داد. سپس در ۱۳۶۹ به عنوان نماینده ایران راهی جام باشگاه‌های آسیا ۹۱–۱۹۹۰ شدند و در حالی که این مسابقات به دلیل جنگ خلیج فارس به تعویق افتاده بود سرانجام در تابستان ۱۳۷۰ مرحله نهایی‌اش به میزبانی بنگلادش برگزار شد و استقلال در دیدار فینال با پیروزی برابر لیائونینگ از چین موفق شد برای دومین بار قهرمان جام باشگاه‌های آسیا شود تا نخستین و تا به امروز تنها تیم ایرانی باشد که توانسته است بیش از یک بار قهرمانی در جام‌های رسمی بین‌المللی را تجربه کند. در این بازی‌ها استقلال باز هم بی‌شکست ماند و صمد مرفاوی هم با شش گل زده آقای گل این مسابقات شد.

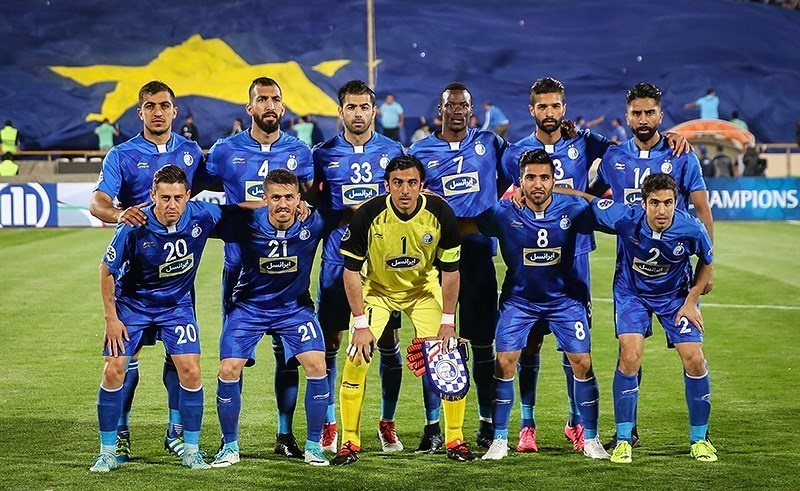
استقلال در بهار ۱۳۹۷

در ۱۳۷۰ استقلال یک بار دیگر حضور در فینال جام باشگاه‌های آسیا را تجربه کرد که در گام آخر در ضربات پنالتی مغلوب تیم الهلال عربستان سعودی شد و از دست‌یابی به سومین قهرمانی قاره‌ای بازماند. سال بعد و در جام آزادگان ۱۳۷۱ در حالی که استقلال در گروه خود سوم و در جدول کلی مسابقات پنجم شده بود، به دلیل سهمیه‌بندی استانی آن لیگ و تعدد تیم‌های تهرانی مجبور به حضور در مسابقات سوپر جام تهران شد تا جواز حضور در دوره بعدی جام آزادگان را کسب کند و به دنبال عدم موفقیت در آن مسابقات و پر بودن سهمیه تیم‌های تهرانی در لیگ دسته دوم به لیگ دسته سوم فرستاده شد تا یکی از نقاط تاریک تاریخ این باشگاه رقم بخورد. در نیمه دوم این دهه نیز استقلال یک بار دیگر و این بار در مقابل تیم ژاپنی جوبیلو ایواتا در بازی فینال مغلوب شد و برای دومین بار به مقام نایب قهرمانی جام باشگاه‌های آسیا رسید.
در ابتدای دهه ۱۳۸۰ دوران طولانی مربیگری منصور پورحیدری در استقلال به پایان رسید و شاگردان و دستیاران این مربی شامل پرویز مظلومی، امیر قلعه‌نویی و صمد مرفاوی در چند نوبت مربی‌گری استقلال را در این دهه به عهده گرفتند و به ویژه قلعه‌نویی دوران موفقی را با این تیم سپری کرد. وی دو بار و در حالی که تنها بعد از پایان فصل به عنوان مربی باشگاه انتخاب شده بود موفق شد جام حذفی را در فصل‌های ۸۱–۱۳۸۰ و ۸۷–۱۳۸۶ فتح کند و دو بار نیز موفق به فتح لیگ نوین و حرفه‌ای فوتبال ایران که از ابتدای دهه ۱۳۸۰ پایه‌گذاری شده بود شد تا تمامی قهرمانی‌های استقلال در لیگ در این دهه تحت هدایت این مربی به دست آیند. هرچند تیم استقلال در طی این دهه بارها در هفته یا هفته‌های آخر از دستیابی به عنوان قهرمانی در لیگ حرفه‌ای ایران بازماند. در زمستان ۱۳۸۵ کوتاهی مسئولان باشگاه استقلال در ارسال به موقع فهرست بازیکنان به کنفدراسیون فوتبال آسیا باعث شد که این کنفدراسیون استقلال را از لیگ قهرمانان آسیا ۲۰۰۷ کنار بگذارد تا یکی از بزرگ‌ترین اشتباهات مدیریتی تاریخ این باشگاه رقم بخورد.
دهه ۱۳۹۰ نیز با فتح جام حذفی ۹۱–۱۳۹۰ و در ادامه لیگ برتر ۹۲–۱۳۹۱ شروع شد و استقلال در ادامه و در فصل ۹۳–۱۳۹۲ موفق شد بعد از سال‌ها غیبت در مراحل پایانی لیگ قهرمانان آسیا تا مرحله نیمه‌نهایی این مسابقات صعود کند ولی در برابر تیم سئول از کره جنوبی مغلوب شد و از راه‌یابی به دیدار پایانی این مسابقات بازماند. پس از ناکامی متوالی مربیان ایرانی در هدایت این تیم به عنوان قهرمانی لیگ برتر ایران، در میانه دهه ۱۳۹۰ سرانجام مدیران باشگاه استقلال سیاست استخدام بازیکنان سابق باشگاه به عنوان مربی را کنار گذاشتند و بعد از پانزده سال یک مربی خارجی، وینفرید شفر را به عنوان مربی این تیم برگزیدند و وی موفق شد تا در نخستین فصل حضورش در استقلال عنوان قهرمانی در جام حذفی را برای این تیم به ارمغان آورد. دوران حضور شفر در استقلال کوتاه بود و به دنبال نتایج ضعیف با استقلال در دومین فصل حضورش از سمت خود برکنار شد و آندره‌آ استراماچونی ایتالیایی جانشین وی شد تا بدین ترتیب برای نخستین بار یک مربی که سابقه مربی‌گری در سری آ را دارد در استقلال مشغول به کار شود.

## پیش‌زمینه و تغییر نام
پس از انقلاب ۱۳۵۷ ایران، باشگاه تاج توسط کمیته انقلاب اشغال شد. ۲۸ بهمن ۱۳۵۷ و تنها شش روز پس از پیروزی انقلاب، کاخ تاج تسخیر و این باشگاه و اماکن‌اش ملی اعلام شد. تسخیر سازمان فرهنگی ورزشی تاج توسط فردی به نام ابراهیم میرزایی که ورزشکار بود و داعیه نامزدی ریاست جمهوری نیز داشت انجام شد. وی همراه دوستانش وارد باشگاه مرکزی شدند و آن را اشغال کردند. با این وجود جلالی که مدتی پیش به عنوان مدیر داخلی مجموعه انتخاب شده بود به فعالیت خود تا چندین ماه پس از این اتفاق نیز ادامه داد. اشغال باشگاه مدت زیادی طول نکشید و چند ماه بعد وقتی حسین شاه‌حسینی از سوی دولت موقت به عنوان رئیس سازمان تربیت بدنی منصوب شد با حکمی عنایت‌الله آتشی را به عنوان سرپرست مجموعه کاخ تاج معرفی کرد و وی آن‌جا را از میرزایی باز پس گرفت. علی جباری بازیکن سابق تاج در مورد این دوران گفته بود میرزایی با دار و دسته‌اش ریختند باشگاه و جام‌هایی که در موزه داشتیم را بردند؛ آن‌ها با تفنگ روی دیوار نشسته و نمی‌گذاشتند کسی نزدیک شود.
تاج تا سال ۱۳۵۸ با همین نام باقی ماند؛ در این سال به دلیل برگزاری اولین دوره مسابقات استانی پس از انقلاب با نام جام شهید اسپندی، بازیکنان تاج آماده شدند تا با همین نام در مسابقات شرکت کنند اما پاسخ مسئولان برگزاری مسابقات این جمله بود: شما باشگاه نیستید و مجموعه ورزشی محسوب می‌شوید. مگر امجدیه تیم دارد که شما داشته باشید؟ همین جلمه باعث شد آتشی به فکر تغییر نام تاج بیفتد. آتشی و جلالی سراغ پرویز دهداری رفتند تا فوتبال آنها را سازماندهی کند. دهداری گفت: من آدم مناسبی برای اینکار نیستم، چون پیراهن این باشگاه را نپوشیده‌ام. عباس کردی نوری یک تاجی سابق که در آن دوران مسئولیت نشر اسکناس بانک مرکزی را داشت نیز مسئولیت بخش فوتبال تاج را بر عهده گرفت. عنایت آتشی که رابطه نزدیکی با شاه‌حسینی رئیس وقت سازمان تربیت بدنی داشت با الهام‌گیری از شعارهای انقلابی آن زمان چند نام از جمله آزادی و استقلال برای تغییر نام تاج پیشنهاد کرد که در نهایت استقلال انتخاب شد. طبق اطلاعات منتشر شده در فیلم آبی به رنگ آسمان نام استقلال پیشنهاد شخص عنایت‌الله آتشی بوده؛ بنابراین از تاریخ ۲۰ فروردین ۱۳۵۸ نام باشگاه رسماً به استقلال تهران تغییر یافت.
عباس کردنوری در مصاحبه‌ای در مورد حضور استقلال در جام شهید اسپندی گفته است: در این جام استقلال بالاخره شرکت کرد ولی در اواسط جام جلوی استقلال را گرفتند. استدلالشان هم جالب بود. می‌گفتند طبق همان مصوبه شورای انقلاب، شما مجوز باشگاه را ندارید و مردم باید از شما برای ورزش کردن استفاده کنند. آن زمان استقلال هم صاحب درست و حسابی نداشت و تکلیفش معلوم نبود. در این زمان آتشی رفته بود و به دهداری گفته بود این وضعیت را حل کند که او گفته بود من پیراهن استقلال را نپوشیده‌ام و نمی‌آیم مسئولیت بگیرم. خود دهداری مرا به آتشی معرفی کرد و خلاصه اوضاع جالبی نبود.
در سال ۱۳۵۸ حسین شاه‌حسینی رئیس سازمان تربیت بدنی، باشگاه تاج را ملی اعلام کرد؛ باشگاه بزرگ تاج به استقلال تغییر نام داد و ساختمان‌ها و زمین‌های تاج به دولت واگذار شد. در واقع اگر پیگیری طرفداران وجود نداشت، هیچ بعید به نظر نمی‌رسید که این تیم به‌طور کلی منحل شود. بدین ترتیب با تصویب شورای انقلاب در ۸ مهر ۱۳۵۸ کلیه اموال منقول و غیرمنقول سازمان ورزشی و فرهنگی تاج به سازمان تربیت بدنی انتقال یافت.
در دهم اردیبهشت سال۱۴۰۳ عبدالعلی علی عسکری مدیرعامل هلدینگ خلیج فارس مالک جدید باشگاه استقلال به‌طور رسمی اعلام کرد که پیرو سیاست‌های این هلدینگ که تمامی شرکت‌های زیر مجموعه گروه پتروشیمی خلیج فارس از پسوند خلیج فارس در نام خود بهره می‌برند باشگاه فوتبال استقلال نیز ازین به بعد به دارای پسوند خلیج فارس می‌شود.

## نشان‌واره و نمادها

### نشان‌واره
باشگاه استقلال در طی تاریخش پنج نشان‌واره مختلف داشته است که دو نشان‌واره متعلق به پیش از انقلاب و سه نشان‌واره مربوط به بعد از انقلاب هستند. با توجه به نام اولیه باشگاه، نشان‌واره نخستین تیم نشان‌گر ورزش دوچرخه‌سواری بود اما با تغییر نام باشگاه به تاج در ۱۳۲۸، نشان‌واره این باشگاه نیز تغییر کرد، بدین ترتیب نشان‌واره باشگاه با الهام از نام نوین تیم به تاج سلطنتی دودمان پهلوی و دو حلقه در هم تنیده در هر طرفش تغییر یافت. نشان‌واره باشگاه به مدت ۲۸ سال ثابت و بدون تغییر بود تا اینکه بعد از انقلاب ۱۳۵۷ و تغییر اجباری نام تیم، نشان‌واره باشگاه نیز دستخوش تغییرات شد.

نشان‌واره  از سال ۱۳۲۴ تا ۱۳۲۸
نشان‌واره از سال ۱۳۲۸ تا ۱۳۵۸
نشان‌واره از سال ۱۳۶۲ تا ۱۳۶۹
نشان‌واره از ۱۳۶۹ تا ۱۳۷۹ و از ۱۳۸۰ تا ۱۳۸۲
نشان‌واره در فصل ‎۱۳۷۹–۸۰
نشان‌واره از ۱۳۸۲ تا ۱۳۸۶
نشان‌واره از ۱۳۸۶ تا کنون

### نمادها

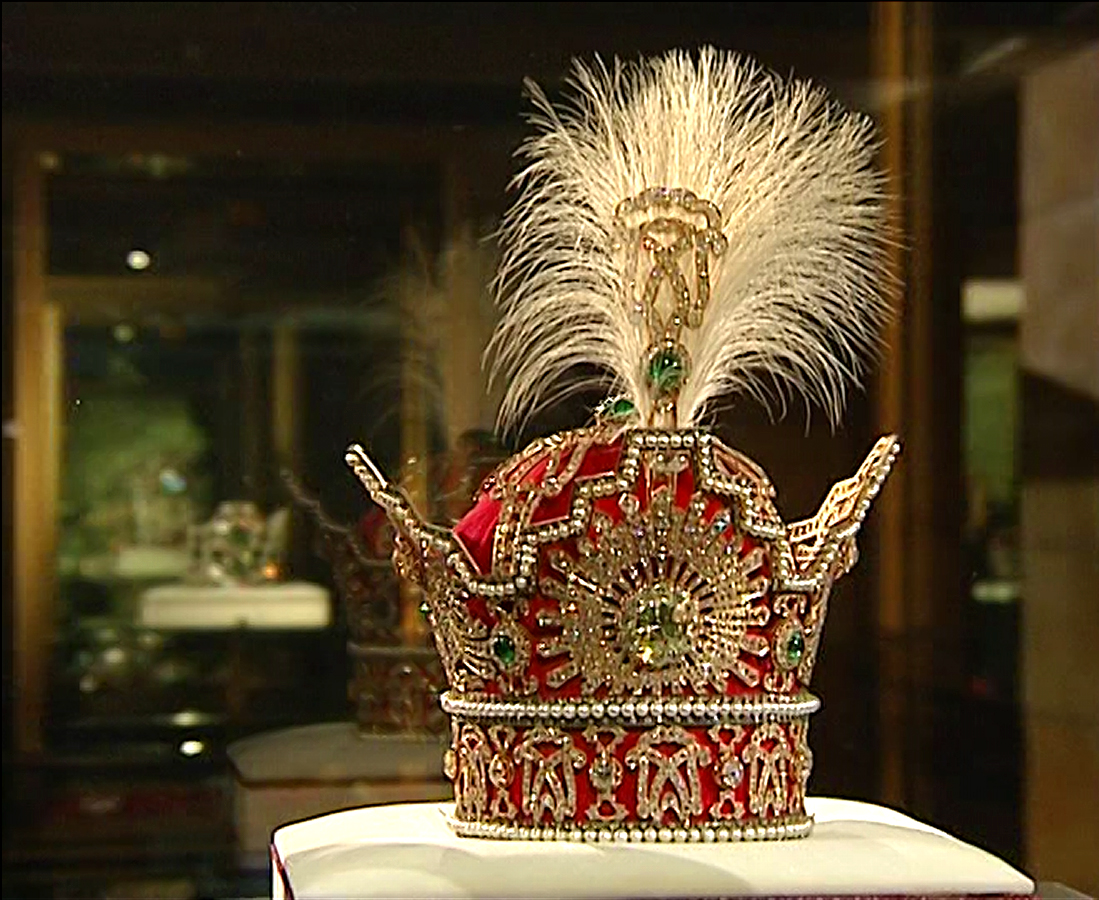
تاج پهلوی، منبع الهام نام و نشان‌واره پیشین باشگاه

نام و نشان‌واره پیشین باشگاه، با الهام از تاج پهلوی، تاج بود و در بیشینه مدت فعالیت باشگاه تا پیش از انقلاب، این تیم همین نام را داشت و هواداران این تیم نیز به تاجی معروف بودند. بعد از انقلاب، بازیکنان، دست‌اندرکاران و نزدیکان باشگاه مجبور شدند برای جلوگیری از انحلال باشگاه نام تیم را عوض کنند و از میان نام‌های استفاده شده در شعارهای انقلابی آن سال، واژه استقلال را برگزیدند. صفحه رسمی فیفا نیز، در گزارشی که در سپتامبر ۲۰۰۹ در مورد استقلال منتشر کرد از این تیم با نام تاج ایران نام برد.
استقلال از ابتدای فصل ۸۷–۱۳۸۶ دو ستاره طلایی رنگ به نشانه دو قهرمانی در جام باشگاه‌های آسیا به نشان‌واره‌اش افزود. این امر از همان ابتدا محل بحث و درگیری میان هوادران این تیم و سایر تیم‌ها بود و در رسانه‌ها نیز در مورد این دو ستاره نحوه نمایش‌شان بر روی نشان‌واره استقلال بحث‌های فراوانی درگرفت. با گذر سال‌ها نزد هواداران و بازیکنان پیشین و کنونی استقلال قهرمانی در آسیا مترادف کسب ستاره قلمداد و تلاش برای قهرمانی در آسیا با کسب ستاره سوم هم‌نام شد. بعدها کنفدراسیون فوتبال آسیا در حساب رسمی‌اش در شبکه اجتماعی اینستاگرام از نشان‌واره ستاره‌دار استقلال در سالگرد قهرمانی این تیم در آسیا استفاده کرد. این امر از سوی رسانه‌ها به عنوان تأیید ستاره‌های نشان‌واره استقلال از سوی کنفدراسیون فوتبال آسیا تلقی شد. در حال حاضر سازمان لیگ فوتبال ایران و کنفدراسیون فوتبال آسیا هر دو از نشان‌واره ستاره‌دار استقلال برای نمایش نشان‌واره این تیم استفاده می‌کنند.

## رنگ و پوشاک
تیم فوتبال دوچرخه‌سواران از ابتدا با لباس آبی رنگ در مسابقات حاضر شد و استقلال همچنان آبی می‌پوشد. از میان باشگاه‌های سطح اول ایران، استقلال و تیم‌های همنامش همچون استقلال اهواز و استقلال خوزستان تنها تیم‌هایی هستند که آبی می‌پوشند؛ بدین ترتیب رنگ آبی به یکی از نمادهای این باشگاه تبدیل شده و آبی‌پوشان یکی از لقب‌های باشگاه است.
تیم تاج در جام منطقه‌ای ۱۳۴۹ با پیراهن آبی فیروزه‌ای و شرت مشکی رنگ شرکت کرد اما قبل و بعد از آن رنگ آبی پیراهن باشگاه به ندرت دچار تغییر شده است. استقلال در مناسبت‌های ویژه‌ای همچون مرگ ناصر حجازی و غلامحسین مظلومی با پیراهن مشکی رنگ در میدان‌ها حاضر شد. لباس دوم استقلال به‌طور تاریخی همواره سفید رنگ بوده اما در مسابقات جام علم که در بهار ۱۳۵۲ در شهر اهواز برگزار شد با لباس زرد رنگ و در بازی‌های لیگ قهرمانان آسیا ۲۰۱۳ با لباس نقره‌ای رنگ به عنوان لباس دوم به میدان رفت.

### پوشاک
طرح لباس استقلال از ابتدا پیراهن آبی رنگ ساده بود و از ابتدای فعالیت باشگاه تا اواسط دهه ۱۳۶۰ لباس استقلال کمتر دچار تغییر می‌شد. تنها استثنا فصل ۶۱–۱۳۶۰ بود که استقلال با الهام‌گیری از پیراهن تیم ملی پرو در جام جهانی ۱۹۷۸ یک نوار مورب سفید رنگ به پیراهن خود افزود. این طرح پس از آن فصل دیگر تکرار نشد. در ابتدای دهه ۱۳۷۰ طرح اصلی لباس استقلال چندین بار عوض شد و لباس استقلال در ۱۳۷۰ در آخرین دوره مسابقات جام باشگاه‌های تهران دارای اشکال هندسی بود. از دهه ۱۳۸۰ بدین سو طرح پیراهن استقلال از سادگی درآمد و خطوط و طرح‌های گرافیکی وارد طراحی پیراهن باشگاه شدند. همچنین استقلال به مناسبت بازی‌های ویژه‌ای همچون شهرآوردهای تهران و بازی‌های لیگ قهرمانان آسیا لباس‌هایی را به تن کرده که فقط مخصوص آن بازی بوده‌اند و دیگر پس از آن با آن لباس‌ها به میدان نرفت.
| لباس‌های تاریخی استقلال                 | لباس‌های تاریخی استقلال                    | لباس‌های تاریخی استقلال           |
| -------------------------------------- | ----------------------------------------- | -------------------------------- |
| ۱۳۲۵ · نخستین حضور · رسمی در · مسابقات | ۱۳۴۹ · نخستین · قهرمانی در · ایران و آسیا | ۱۳۷۰ · دومین · قهرمانی · در آسیا |

### پشتیبانان مالی و پوشاک
از ابتدای تأسیس باشگاه تا میانه‌های دهه ۱۳۶۰، استقلال بدون درج نشان تولیدکننده پوشاک به میدان‌ها می‌رفت. از دهه ۱۳۶۰ بدین سو باشگاه استقلال اقدام به درج نماد تولیدکننده پوشاک بر روی پیراهن کرد از آن پس همواره شرکت‌های مختلفی تولیدکننده اصلی پوشاک باشگاه بوده‌اند. عدم رعایت مالکیت فکری و جدی نگرفته شدن حق تکثیر باعث شده‌اند که شرکت‌های معتبر و بین‌المللی تمایلی به قرارداد بستن با باشگاه‌های ایرانی از جمله استقلال نداشته باشند چرا که امکان فروش انحصاری محصولات خود را در بازار ایران ندارند. بدین ترتیب استقلال همواره با شرکت‌های ایرانی یا شرکت‌های بین‌المللی کمتر شناخته شده قرارداد می‌بندد. این امر باعث متضرر شدن باشگاه نیز می‌شود چرا که قراردادهای تولید پوشاک استقلال همگی تنها تأمین کالا هستند و باشگاه در این زمینه درآمدزایی نقدی ندارد.
| پشتیبانان مالی باشگاه فوتبال استقلال تهران | پشتیبانان مالی باشگاه فوتبال استقلال تهران | پشتیبانان مالی باشگاه فوتبال استقلال تهران | پشتیبانان مالی باشگاه فوتبال استقلال تهران | پشتیبانان مالی باشگاه فوتبال استقلال تهران | پشتیبانان مالی باشگاه فوتبال استقلال تهران | پشتیبانان مالی باشگاه فوتبال استقلال تهران |
| فصل                                        | تولیدکننده پوشاک                           | پشتیبانان مالی اصلی پیراهن                 | پشتیبانان مالی اصلی پیراهن                 | پشتیبانان مالی اصلی پیراهن                 | پشتیبانان مالی اصلی پیراهن                 | پشتیبانان مالی اصلی پیراهن                 |
| ------------------------------------------ | ------------------------------------------ | ------------------------------------------ | ------------------------------------------ | ------------------------------------------ | ------------------------------------------ | ------------------------------------------ |
| ۱۳۷۴–۱۳۲۴                                  | -                                          | -                                          | -                                          | -                                          | -                                          | -                                          |
| ۷۵–۱۳۷۴                                    | عقیلی                                      | ایراندا                                    | بیمه آسیا                                  | بیمه ایران                                 | بیمه ایران                                 | بیمه ایران                                 |
| ۷۶–۱۳۷۵                                    | عقیلی                                      | پیچک                                       | پیچک                                       | بیمه آسیا                                  | بیمه آسیا                                  | بیمه آسیا                                  |
| ۷۷–۱۳۷۶                                    | عقیلی                                      | بیمه آسیا                                  | بیمه آسیا                                  | پاک                                        | پاک                                        | پاک                                        |
| ۷۸–۱۳۷۷                                    | عقیلی                                      | موتوژن                                     | موتوژن                                     | موتوژن                                     | موتوژن                                     | موتوژن                                     |
| ۷۹–۱۳۷۸                                    | عقیلی                                      | بیمه آسیا                                  | آترا                                       | آدامس پرستو                                | آدامس پرستو                                | آدامس پرستو                                |
| ۸۰–۱۳۷۹                                    | عقیلی                                      | ال جی                                      | ال جی                                      | ال جی                                      | ال جی                                      | ال جی                                      |
| ۸۱–۱۳۸۰                                    | دایی                                       | ال جی                                      | ال جی                                      | ال جی                                      | ال جی                                      | ال جی                                      |
| ۸۲–۱۳۸۱                                    | دایی                                       | موتورسیکلت تلاش                            | موتورسیکلت تلاش                            | موتورسیکلت تلاش                            | موتورسیکلت تلاش                            | موتورسیکلت تلاش                            |
| ۸۳–۱۳۸۲                                    | جورابان                                    | آیوا                                       | آیوا                                       | آیوا                                       | آیوا                                       | آیوا                                       |
| ۸۴–۱۳۸۳                                    | عقیلی                                      | شارپ                                       | شارپ                                       | شارپ                                       | شارپ                                       | شارپ                                       |
| ۸۵–۱۳۸۴                                    | آبی‌پوشان                                   | ساژم                                       | ساژم                                       | ساژم                                       | ساژم                                       | ساژم                                       |
| ۸۶–۱۳۸۵                                    | مجید                                       | کفش ملی                                    | لاستیک بارز                                | ایرانسل                                    | ایرانسل                                    | ایرانسل                                    |
| ۸۷–۱۳۸۶                                    | مجید                                       | مؤسسه مالی و اعتباری شهر                   | یک و یک                                    | فروشگاه شهروند                             | فروشگاه شهروند                             | فروشگاه شهروند                             |
| ۸۸–۱۳۸۷                                    | آل‌اشپورت                                   | بازار مبل ایران                            | بازار مبل ایران                            | بازار موبایل ایران                         | سایپا                                      | سایپا                                      |
| ۸۹–۱۳۸۸                                    | آل‌اشپورت                                   | بازار مبل ایران                            | بازار موبایل ایران                         | بازار موبایل ایران                         | بازار موبایل ایران                         | بازار موبایل ایران                         |
| ۹۰–۱۳۸۹                                    | آل‌اشپورت                                   | بانک شهر                                   | بانک شهر                                   | بانک تات                                   | بانک تات                                   | بانک تات                                   |
| ۹۱–۱۳۹۰                                    | آل‌اشپورت                                   | شهرداری تهران                              | بانک شهر                                   | بانک شهر                                   | بانک شهر                                   | بانک شهر                                   |
| ۹۲–۱۳۹۱                                    | آل‌اشپورت                                   | سرزمین ایرانیان                            | سرمایه‌گذاری صدرا پاسارگاد                  | بانک رفاه                                  | بانک رفاه                                  | بانک رفاه                                  |
| ۹۳–۱۳۹۲                                    | مجید                                       | بازار مبل ایران                            | بازار مبل ایران                            | بازار مبل ایران                            | بازار مبل ایران                            | بازار مبل ایران                            |
| ۹۴–۱۳۹۳                                    | مجید                                       | بازار مبل ایران                            | بازار مبل ایران                            | بازار مبل ایران                            | بازار مبل ایران                            | بازار مبل ایران                            |
| ۹۵–۱۳۹۴                                    | ۳۶۱ درجه                                   | ری‌را                                       | نمایندگی سامسونگ                           | همراه اول                                  | فودلند                                     | فودلند                                     |
| ۹۶–۱۳۹۵                                    | لی-نینگ                                    | بیمه رازی                                  | بیمه رازی                                  | همراه اول                                  | همراه اول                                  | همراه اول                                  |
| ۹۷–۱۳۹۶                                    | لی-نینگ                                    | همراه اول                                  | همراه اول                                  | ایرانسل                                    | ایرانسل                                    | ایرانسل                                    |
| ۹۸–۱۳۹۷                                    | لی-نینگ                                    | ایرانسل                                    | ایرانسل                                    | اتکا                                       | اتکا                                       | اتکا                                       |
| ۹۹–۱۳۹۸                                    | آل‌اشپورت                                   | ایرانسل                                    | ایرانسل                                    | اتکا                                       | اتکا                                       | اتکا                                       |
| ۰۰–۱۳۹۹                                    | مجید                                       | های‌وب                                      | همراه اول                                  | مینو                                       | پارس آنلاین                                | پارس آنلاین                                |
| ۰۱–۱۴۰۰                                    | مجید                                       | همراه اول                                  | همراه اول                                  | اوانو                                      | اوانو                                      | اوانو                                      |
| ۰۲–۱۴۰۱                                    | یوسف جامه                                  | همراه اول                                  | اوانو                                      | بیمه دات کام                               | ایده پروران                                | بانک شهر                                   |
| ۰۳–۱۴۰۲                                    | یوسف جامه                                  | رایتل                                      | موبایل موسوی آمل                           | پانلا و آلینوس                             | هواپیمایی معراج                            | بیمه تعاون                                 |
| ۱۴۰۳-۰۴                                    | یوسف جامه                                  | هلدینگ پتروشیمی خلیج فارس                  | پارک‌های پتروشیمی افق                       | شرکت عملیات غیرصنعتی پازارگاد              | پتروشیمی شهید تندگویان                     | پتروشیمی شهید تندگویان                     |
| ۱۴۰۴-۰۵                                    | سایرو شید                                  | آرتابان موتورز                             | آرتابان موتورز                             | هلدینگ سرمایه‌گذاری قلک                     | هلدینگ سرمایه‌گذاری قلک                     | هلدینگ سرمایه‌گذاری قلک                     |

## هواداران

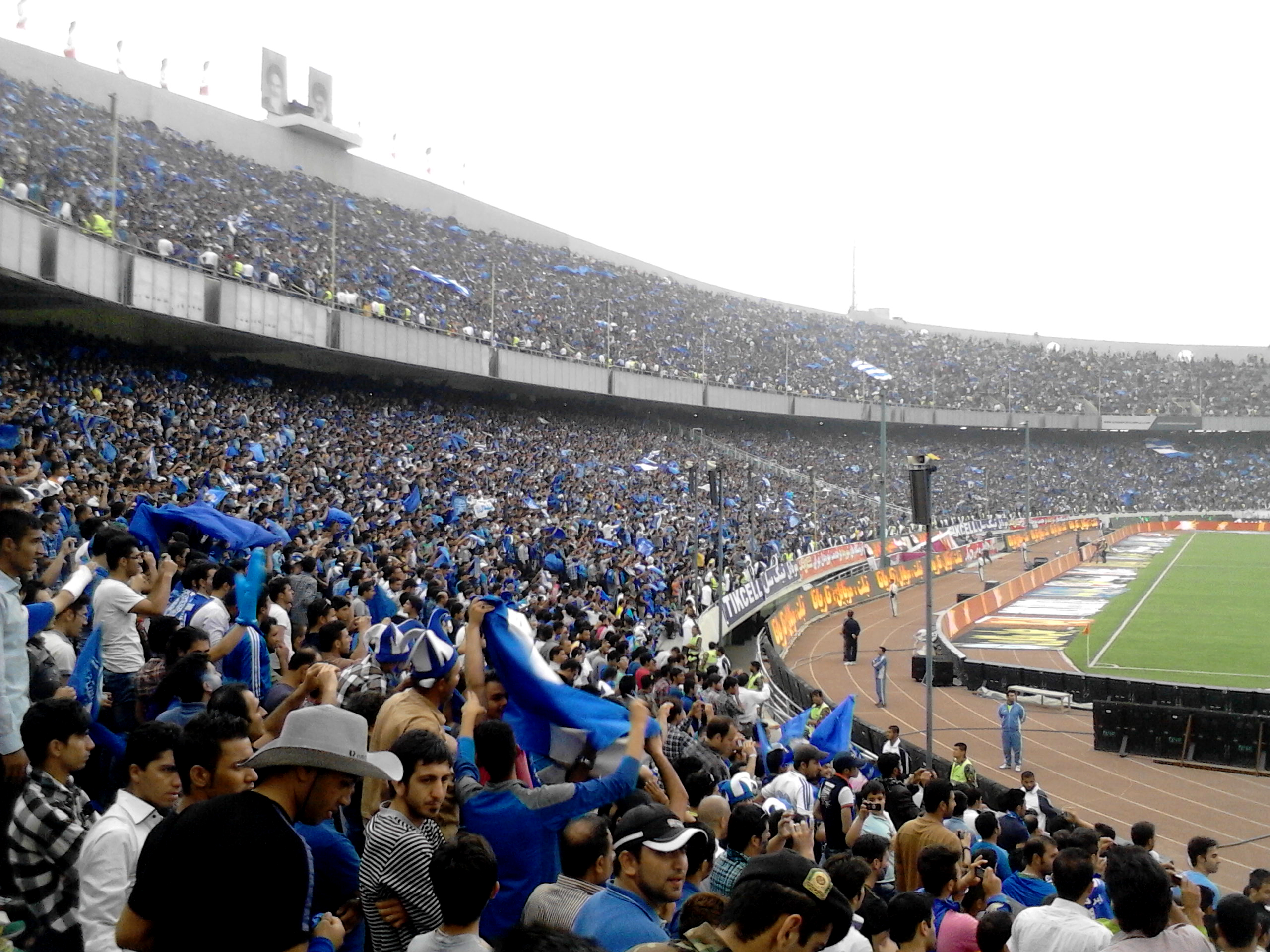
هواداران استقلال در بازی استقلال و داماش هفته پایانی فصل ۹۲–۱۳۹۱

به‌طور تاریخی هواداران استقلال از میان طبقه متوسط و نخبه جامعه ایران بودند، نخستین دسته‌های این هواداران از میانه‌های دهه ۱۳۲۰ شکل گرفتند، با پایان جنگ جهانی دوم در ۱۳۲۴ مردم به عرصه‌های جدید اجتماعی متمایل شدند و علاقه‌مندان به ورزش، ورزش جدید و جذاب فوتبال را پیگیری می‌کردند. در همان زمان نیز با انحلال تیم توفان که پرتماشاگرترین تیم زمان خود بود، طرفداران این تیم به تیم‌های دیگر از جمله دوچرخه‌سواران متمایل شدند و طرفداران فوتبال در تهران بین سه تیم تاج، دارایی و شاهین تقسیم شدند. با انحلال دارایی و شاهین در اواخر دهه ۱۳۴۰ و ورود پرسپولیس به رده اول فوتبال تهران، تاج و پرسپولیس عمده طرفداران فوتبال را به خود جلب کردند و از آن پس نیز باشگاه همواره طرفداران خود را داشته و هم‌اکنون نیز استقلال دارای میلیون‌ها هوادار در سراسر ایران است. تیم استقلال به کمک هوادارانش تعدادی از رکوردهای مربوط به حضور تماشاگر را در اختیار دارد؛ استقلال در طی ۱۲ فصل اخیر لیگ برتر در ۴ فصل رکورد بیشترین تماشاچی در بازی‌های خانگی را به خود اختصاص داده است. در بازی‌های بین‌المللی در یک دهه اخیر نیز باشگاه استقلال با هشت بار حضور در لیگ قهرمانان آسیا، در شش فصل ۲۰۱۰، ۲۰۱۱، ۲۰۱۳، ۲۰۱۷، ۲۰۱۸ و ۲۰۱۹ رکورد تعداد میانگین تماشاچی در بازی‌های خانگی را به خود اختصاص داده است. با این که باشگاه استقلال در تهران قرار دارد، در سراسر ایران دارای هوادار است و در بازی‌های خارج از خانه نیز عده زیادی برای تشویق این تیم به ورزشگاه می‌روند به گونه‌ای که معمولاً تیم استقلال بیشتر از تیم میزبان هوادار دارد. این باشگاه در کشورهای حوزه خلیج فارس هم هوادار دارد. به عنوان مثال در فصل‌های ۲۰۰۹ و ۲۰۱۰ لیگ قهرمانان آسیا در بازی‌های خارج از خانه استقلال که همگی در کشورهای حوزه خلیج فارس شامل قطر، امارات متحده عربی و عربستان سعودی برگزار شدند، به‌طور میانگین و به ترتیب ۷٬۵۳۳ و ۷٬۷۵۱ نفر برای طرفداری از استقلال به ورزشگاه رفتند.
در فصل ۹۹–۱۹۹۸ جام باشگاه‌های آسیا و در بازی استقلال و جوبیلو ایواتا ژاپن که در ورزشگاه آزادی برگزار شد، با حضور ۱۲۱٬۰۰۰ تماشاچی، پرتماشاگرترین بازی تاریخ جام باشگاه‌های آسیا و از پرتماشاگرترین بازی‌های تاریخ فوتبال ایران بوده است. این در حالی‌ست که در آن روز حدود ۵۰٬۰۰۰ نفر از هواداران استقلال نتوانستند راهی به ورزشگاه یابند و به خانه‌هایشان برگشتند.
همچنین در بازی پایانی پنجمین دوره لیگ برتر و در مقابل برق شیراز که به پیروزی ۴–۱ استقلال و قهرمانی این تیم منجر شد، تعداد ۱۱۰٬۰۰۰ نفر از هواداران استقلال برای دیدن این مسابقه به ورزشگاه رفتند و حدود ۱۰٬۰۰۰ نفر از هواداران نیز نتوانستند وارد ورزشگاه شوند که این تعداد رکورد جدیدی در فوتبال ایران بود.

### جمعیت و رفتارشناسی
بر اساس یک پژوهش که در ۱۳۹۰ بر روی جامعه آماری هواداران استقلال و پرسپولیس با هدف تقسیم هواداران بر اساس متغیرهای جمعیت‌شناختی، جغرافیایی و وفاداری بود انجام شد، مشخص گردید که هواداران ۱۶ تا ۲۴ سال با ۶۸/۸ درصد بیشترین درصد هواداران استقلال را تشکیل می‌دهند و هواداران ۴۵ تا ۵۴ ساله با ۰/۹ درصد کمترین درصد هواداران را تشکیل می‌دهند. همچنین در تقسیم‌بندی بر اساس محل سکونت، ۶۱/۶ درصد هواداران استقلال ساکن استان‌های تهران و البرز و ۳۸/۴ درصد ساکن سایر استان‌های ایران هستند. با استفاده از جدول متقاطع نشان داده شد که ۹۳/۸ درصد هواداران باشگاه استقلال در گروه دارای وفاداری پنهان؛ ۳/۵ درصد هواداران باشگاه استقلال در گروه دارای وفاداری پایین؛ ۲/۷ درصد در گروه دارای وفاداری زیاد قرار داشتند؛ و هیچ‌کدام یک از آن‌ها در گروه دارای وفاداری جعلی نبوده‌اند. در نهایت، مقایسه وفاداری هواداران دو تیم نشان داد که بین وفاداری نگرشی هواداران دو باشگاه استقلال و پرسپولیس تفاوت معنی داری وجود ندارد، اما نتایج مقایسه وفاداری رفتاری هواداران دو باشگاه نشان داد وفاداری رفتاری هواداران استقلال از هواداران پرسپولیس به‌طور معنی داری بیشتر است.

### زنان

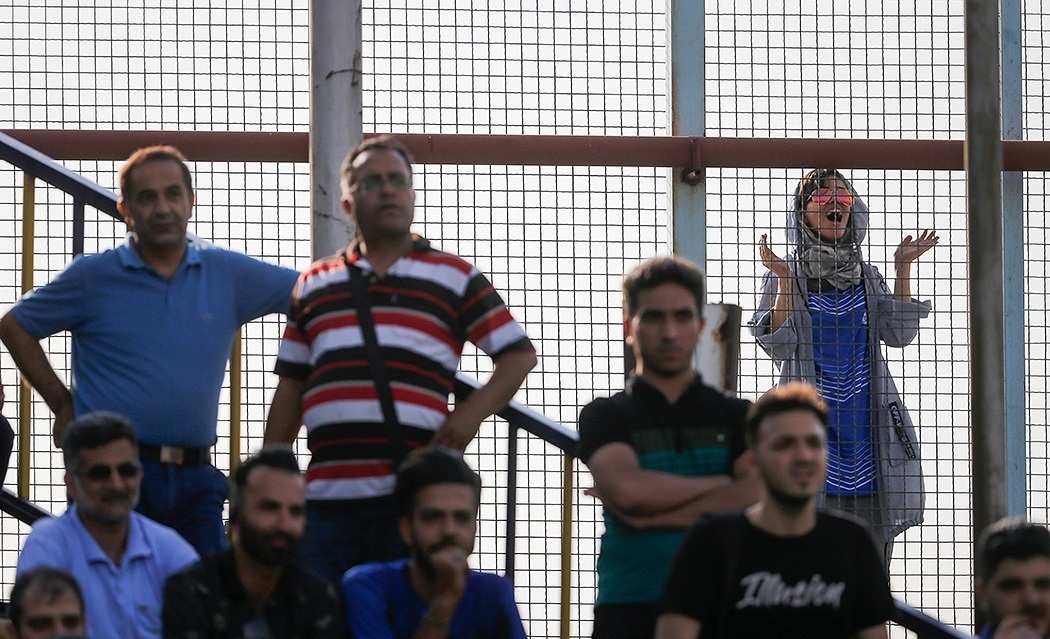
بعد از انقلاب ۱۳۵۷ حضور زنان در ورزشگاه‌ها و حتی جلسه‌های تمرینی تیم‌های ایرانی از جمله استقلال با محدودیت‌های فراوانی روبه‌رو بوده

تا پیش از انقلاب ۱۳۵۷ ممنوعیتی برای ورود زنان به ورزشگاه‌های ایران وجود نداشت اما بعد از انقلاب ورود زنان به ورزشگاه‌های ایران ممنوع شد و زنان هوادار استقلال نیز همچون زنان هوادار دیگر تیم‌ها از ورود به ورزشگاه‌ها محروم شدند. با این وجود زنان و دختران استقلالی همواره سعی در ورود به ورزشگاه داشته‌اند به گونه‌ای در بسیاری از مواقع برای اینکار مجبور به تغییر پوشش و ظاهر خود می‌شدند. در پاره‌ای از اوقات این تلاش‌هایشان موفق بوده و خبر ورود دختران استقلالی به ورزشگاه حتی در رسانه‌های عمومی نیز انعکاس می‌یافت. در حال حاضر نیروی انتظامی در بیرون از ورزشگاه از ورود زنان به ورزشگاه جلوگیری می‌کند و دختران هوادار استقلال نیز اجازه ورود به ورزشگاه را ندارند و در یک مورد، در بازی استقلال و العین در مرحله یک شانزدهم نهایی لیگ قهرمانان آسیا، یکی از دختران استقلالی با پوشش پسرانه توسط این نیرو دستگیر شد.
از ابتدای فصل ۹۶–۱۳۹۵ و با اجازه منصوریان مربی وقت باشگاه به بانوان اجازه ورود به زمین تمرین استقلال، کمپ ناصر حجازی داده شد تا تماشاگر تمرین‌های پیش فصل استقلال باشند، اما این امر که با استقبال نسبی دختران هوادار استقلال رو به رو شده بود و بازخوردهای مثبتی هم داشت با مخالفت مدیریت وقت باشگاه رو به رو شد و بعد از فقط دو جلسه ورود دختران به تمرین‌های باشگاه نیز ممنوع شد و پس از آن زنان استقلالی دیگر نتوانستند تماشاگر تمرینات این تیم باشند.

#### سحر خدایاری
سحر خدایاری از هواداران باشگاه استقلال بود که در اسفند ۱۳۹۷ و برای تماشای بازی استقلال و العین در چارچوب لیگ قهرمانان آسیا ۲۰۱۹ وارد ورزشگاه آزادی تهران شد اما مأموران نیروی انتظامی ایران وی را دستگیر کردند. خدایاری بعد از بازداشت و حضور در دادگاه در اعتراض به حکم احتمالی زندان در مقابل دادگاه انقلاب تهران دست به خودسوزی زد و چند روز بعد در اثر جراحات ناشی از خودسوزی در ۱۸ شهریور درگذشت. این واقعه واکنش‌های گسترده داخلی و بین‌المللی در پی داشت و در شبکه‌های اجتماعی وی به دختر آبی معروف شد.
بازیکنان تیم استقلال روز یک‌شنبه ۲۴ شهریور قبل از آغاز بازی مقابل تیم نفت مسجد سلیمان در لیگ برتر ۹۸–۱۳۹۷ برای گرامی‌داشت یاد سحر خدایاری تی‌شرتی مشکی روی پیراهن ورزشی خود به تن کردند که روی آن عبارت «دختر آبی» به زبان‌های فارسی و انگلیسی به چشم می‌خورد. خبرگزاری فارس، وریا غفوری کاپیتان استقلال را مسئول پوشیدن این تی‌شرت‌ها معرفی کرد. این حرکت با واکنش‌های مختلفی روبرو شد.

## هماوردان

### هماوردان داخلی
شهرآورد استقلال و شاهین نخستین شهرآورد تهران محسوب می‌شود. تاج و شاهین در کنار دارایی ۳ قطب اصلی فوتبال تهران را تشکیل می‌دادند و به دلیل پرطرفدار بودن و خاستگاه‌های متفاوت دو تیم، دیدارهای رو در روی تاج و شاهین همواره با حساسیت زیادی برگزار می‌شد به گونه‌ای که تا سال‌ها این بازی نقطه عطف جام باشگاه‌های تهران بود و تا پیش از انحلال شاهین در ۱۳۴۶ این بازی شهرآورد اصلی تهران بود. در دهه ۱۳۵۰ و با بازگشت شاهین به سطح برتر فوتبال ایران با نام شهباز این شهرآورد مجدداً از سرگرفته شد. نخستین بازی دو تیم در ۱۳۲۵ در چارچوب مسابقات جام باشگاه‌های تهران برگزار شد که آن بازی در پایان ۱–۱ مساوی شد.

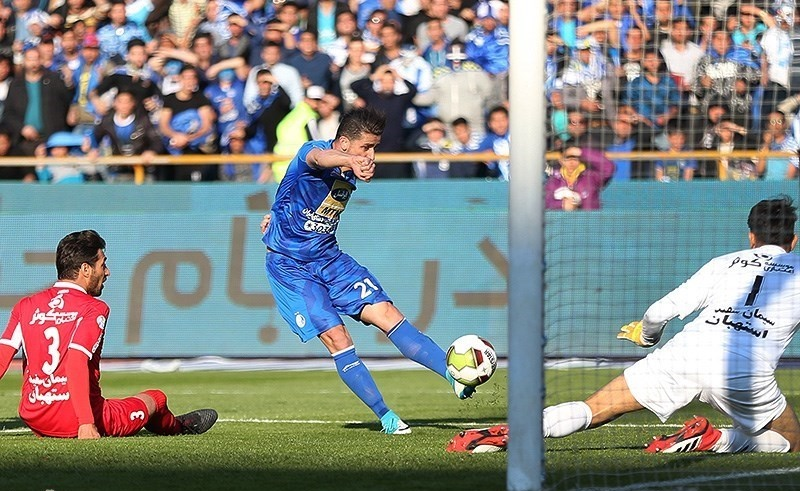
لحظه به ثمر رسیدن گل استقلال توسط وریا غفوری در ۸۷^{امین} شهرآورد تهران، ۱۰ اسفند ۱۳۹۶، استقلال ۱–۰ پرسپولیس

با انحلال باشگاه فوتبال شاهین و کوچ دسته جمعی بازیکنان شاهین و تغییر جهت دسته زیادی از هواداران این تیم به تیم پرسپولیس که تا آن زمان در دسته پایین‌تر فوتبال تهران شرکت می‌کرد بازی میان تاج و شاهین به نوعی دیگر و این‌بار در قالب تاج و پرسپولیس ادامه یافت و اکنون نیز رقابت دو باشگاه پرهوادار و پرافتخار استقلال و پرسپولیس، مهم‌ترین مسابقهٔ باشگاهی فوتبال در ایران است. نخستین بازی دو تیم در ۱۶ فروردین ۱۳۴۷ یک بازی دوستانه بود که با نتیجهٔ بدون گل پایان گرفت. نخستین برنده این شهرآورد تیم تاج بود و از آن زمان تاکنون تعداد بردهای تیم استقلال در شهرآورد تهران همواره از باخت‌هایش بیشتر بوده است. همچنین تیم استقلال صاحب رکورد ویژه شش سال و ده ماه بازنده نشدن در شهرآورد است به گونه‌ای که برد تیم پرسپولیس در مهر ۱۳۷۵ تنها سومین برد این تیم بعد از انقلاب ۱۳۵۷ بود.
فردای برگزاری نخستین شهرآورد، هفته‌نامه کیهان ورزشی روی جلد خود چیزی از بازی ننوشت و تیتری از فوتبال دخترها داشت، امروزه این بازی همواره با حساسیت بالا و تماشاگران زیاد همراه است و برگزاری آن بازتاب‌های زیادی در ایران دارد. هواداران دو تیم معمولاً برای این بازی ورزشگاه آزادی را پر می‌کنند. این شهرآورد گاهی به خشونت میان بازیکنان، و درگیری میان هواداران می‌انجامد و اوباش‌گران به ناوگان حمل و نقل عمومی از جمله اتوبوس‌ها آسیب می‌زنند.
تیم سپاهان اصفهان که در ابتدا شعبه شاهین تهران در شهر اصفهان بود با انحلال تیم شاهین نام خود را به سپاهان تغییر داد و در ۱۳۵۰ برای نخستین بار در چارچوب بازی‌های جام منطقه‌ای ایران برابر تاج قرار گرفت که ‎۴–۰ بازنده شد. از آن پس دیدارهای دو تیم در قالب جام‌های مختلف و دیدارهای دوستانه ادامه داشت. از اوائل دهه ۱۳۸۰ و با قدرت گرفتن تیم سپاهان و خارج شدن فوتبال ایران از حالت دو قطبی و قهرمانی سپاهان در لیگ برتر به عنوان اولین تیم غیر تهرانی، این بازی نیز دارای اهمیت دو چندانی شد. به شکل ویژه‌ای دیدارهای فینال جام حذفی ۸۳–۱۳۸۲ که با جنجال و درگیری‌های فراوانی همراه بود. در سال‌های پایانی دهه ۱۳۸۰ نیز بازی این دو تیم اهمیت دوچندانی یافت چرا که برای پنج سال متوالی یکی از این دو تیم قهرمان لیگ برتر می‌شد و دیدار رو در روی این دو تیم تا حد زیادی تعیین‌کننده قهرمان لیگ بود.

### هماوردان بین‌المللی
هماوردی استقلال و الهلال یا ال‌کلاسیکوی آسیا یکی از هماوردی‌های فوتبال باشگاهی در آسیا می‌باشد که بین دو باشگاه استقلال ایران و الهلال عربستان انجام می‌شود. به دلیل تعدد بازی‌ها و برگزاری بازی‌ها در مراحل حساسی همچون فینال و نیمه‌نهایی می‌توان باشگاه الهلال از کشور عربستان سعودی را مهم‌ترین هماورد بین‌المللی استقلال دانست بازی دو تیم که از سوی وبگاه گل دربی غرب آسیا لقب گرفته است تقابل دو قدرت سنتی قاره آسیاست و هم‌اکنون تبدیل به یک بازی مهم، حساس و کلاسیک شده است. دو تیم نخستین بار در مرحله گروهی مسابقات جام باشگاه‌های آسیا ۱۹۹۱ با یکدیگر رو به رو شدند که الهلال با یک گل پیروز آن بازی شد. پس از آن این دو تیم شش بار دیگر در رقابت‌های جام برندگان جام آسیا و لیگ قهرمانان آسیا با یکدیگر رو به رو شدند که از بازی‌های مهم دو تیم می‌توان به فینال جام باشگاه‌های آسیا ۱۹۹۱، نیمه نهایی جام برندگان جام آسیا ۱۹۹۶ و یک چهارم نهایی جام باشگاه‌های آسیا ۹۹–۱۹۹۸ اشاره کرد. در مجموع استقلال در ۱۱ رویارویی با الهلال ۵ بار پیروز شده، ۲ بار مساوی کرده و ۴ بار نیز شکست خورده. دو تیم باید در مرحله گروهی مسابقات لیگ قهرمانان آسیا ۲۰۰۷ نیز با یکدیگر رو در رو می‌شدند اما به دلیل اهمال مسئولان استقلال در ارسال به موقع اسامی بازیکنان ای‌اف‌سی تیم استقلال را از مسابقات محروم کرد و بازی‌های آن گروه تنها با شرکت سه تیم برگزار شد. آخرین دیدار دو تیم در مرحله گروهی لیگ قهرمانان آسیا ۲۰۱۹ بود که استقلال در امارات ‎۰–۱ شکست خورد.

## رسانه و فرهنگ عمومی

هفته نامهٔ تاج ورزشی به مدت ۲۹ سال بدون وقفه منتشر شد

باشگاه استقلال نخستین باشگاه فوتبال ایرانی است که رسانه اختصاصی خود را داشت، تاج ورزشی نام دو هفته نامه‌ای بود که توسط باشگاه از فروردین ۱۳۲۸ و با نام دوچرخه‌سواران و سپس تاج ورزشی منتشر شد. انتشار این دو هفته‌نامه تا بهمن ۱۳۵۷ انتشار یافت و بعد از انقلاب انتشارش متوقف شد. بعد از انقلاب و از ابتدای دهه ۱۳۷۰ و دوران مدیریت کاظم اولیایی باشگاه مجدداً اقدام به انتشار رسانه اختصاصی خود کرد و هفته‌نامه استقلال جوان با سردبیری علی فتح‌الله‌زاده متولد شد که انتشارش هم‌اکنون و به شکل روزنامه نیز ادامه دارد. در سال‌های میانی دهه ۱۳۷۰ هفته‌نامه‌های دیگری با موضوعیت باشگاه استقلال منتشر می‌شدند که از میان آن‌ها می‌توان به آوای ساوه و صدای عدالت اشاره کرد، باشگاه استقلال از اردیبهشت ۱۳۹۷ و در حاشیه جشن قهرمانی در جام حذفی شبکه تلویزیونی‌اش را افتتاح کرد. از این شبکه برنامه‌هایی همچون تمرین‌ها و بازی‌های قدیمی استقلال پخش می‌شوند. استقلال در حالی در ۱۳۹۷ شبکه تلویزیونی‌اش را افتتاح کرد که سال‌ها قبل و در پاییز ۱۳۸۳ قصد داشت شبکه‌ای ماهواره‌ای به نام استقلال اسپرت را افتتاح کند اما در این راه ناکام ماند.
باشگاه استقلال موضوع یک مجموعه مستند سه قسمتی به اسم آبی استقلالی بوده است که دو قسمت نخست آن به بازی‌های پایانی و حواشی استقلال در فصل ۸۸–۱۳۸۷ لیگ برتر که با قهرمانی استقلال همراه بود می‌پردازد. این مجموعه مستند در سه قسمت ساخته شد و کارگردان قسمت‌های اول و دوم این مجموعه مهدی زریباف بوده است. قسمت سوم این مجموعه نیز از بابت حضور در فصل بعد لیگ برتر فوتبال ایران ساخته شد. هم چنین یک فیلم مستند سینمایی با نام آبی به رنگ آسمان توسط امیر رفیعی در مورد پیشینه این باشگاه ساخته شد که در مهر ماه ۱۳۹۸ در سینماهای سراسر کشور به نمایش درآمد و در مرداد ۱۳۹۹ به شکل آنلاین اکران شد. در این فیلم که با روایت چند بازیگر سرشناس سینمای ایران، تاریخ باشگاه استقلال تهران از زمان تأسیس تا به حال شرح داده می‌شود، بیش از هفتاد تن از بازیکنان قدیمی باشگاه حضور یافته‌اند.
در حوزه موسیقی نیز هواداران استقلال ترانه‌هایی به یاد و طرفداری این تیم خوانده‌اند که از میان آن‌ها می‌توان به ترانه آبی با صدای رضا یزدانی، سرود رسمی تیم استقلال با صدای بابک جهانبخش و ترانه استقلال با صدای سعید عرب اشاره کرد.

بعد از انتخاب وینفرید شفر به عنوان مربی جدید استقلال، سفیر آلمان در ایران مهمان یک جلسه تمرین تیم استقلال بود. این نخستین بازدید سفیر یک کشور اروپایی از تمرین استقلال بوده است. پیش از این و در سال ۱۳۵۱، پله ستاره فوتبال جهان و برزیل در دیداری که از ایران داشت به باشگاه تاج رفته بود و بازدیدی از امکانات این باشگاه داشت. پله دربارهٔ باشگاه تاج گفت:
به نظرم این باشگاه یکی از بهترین باشگاه‌هایی است که دیده‌ام. باشگاه تاج می‌تواند در ردیف بزرگ‌ترین باشگاه‌های جهان باشد.

## ورزشگاه
ورزشگاه امجدیه (شهید شیرودی کنونی) از ابتدای تأسیس باشگاه نخستین ورزشگاه خانگی این تیم بود. از نیمه فصل ۵۳–۱۳۵۲ و با افتتاح و بهره‌برداری ورزشگاه آزادی این ورزشگاه به عنوان میزبان بازی‌های تاج نیز انتخاب شد و پس از آن تا نیمه دهه ۱۳۶۰ باشگاه به تناوب در هر دو ورزشگاه بازی می‌کرد اما از ۱۳۶۸ استفاده از ورزشگاه شهید شیرودی متوقف شد و تمامی بازی‌های استقلال به ورزشگاه آزادی منتقل شد. از نیمه دوم دهه ۱۳۷۰ بعضی از بازی‌های استقلال از جمله بازی‌های جام حذفی در ورزشگاه تختی برگزار شدند و در پی بازسازی چمن ورزشگاه آزادی در فصل ۸۲–۱۳۸۱ استقلال تمام بازی‌های خانگی خود را در این ورزشگاه برگزار کرد و برای میزبانی بازی رفت شهرآورد در آن فصل از ورزشگاه یادگار امام شهر تبریز استفاده کرد.

### ورزشگاه‌های خانگی
امجدیه (نام پیشین ورزشگاه شهید شیرودی) نخستین ورزشگاهی بود که تیم دوچرخه‌سواران در آن بازی‌های خود را انجام داد. این ورزشگاه از ابتدای تأسیس باشگاه در ۱۳۲۴ تا ۱۳۵۳ به تنهایی و از ۱۳۵۳ تا ۱۳۶۸ به تناوب و به همراه ورزشگاه آزادی میزبان بازی‌های خانگی استقلال بود. تعدادی از مهم‌ترین بازی‌های باشگاه تاج در این ورزشگاه برگزار شد که از میان آن‌ها می‌توان به شهرآوردهای این تیم در مقابل شاهین، نخستین بازی‌های شهرآورد این تیم در مقابل پرسپولیس و فینال‌های جام باشگاه‌ها و حذفی تهران در دهه‌های ۱۳۲۰ و ۱۳۳۰ اشاره کرد. اما مهم‌ترین بازی باشگاه در این ورزشگاه، دیدار فینال مسابقات قهرمانی باشگاه‌های آسیا در بهار ۱۳۴۹ است که با پیروزی و قهرمانی تاج پایان یافت.

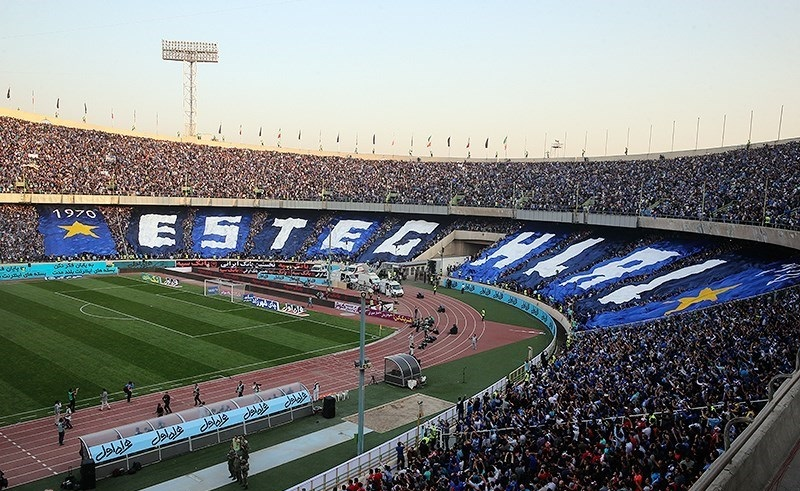
هواداران استقلال در ورزشگاه آزادی، پاییز ۱۳۹۶

در ۲۷ بهمن ۱۳۶۸ قرار بود که تیم استقلال در چارچوب رقابت‌های جام باشگاه‌های تهران، در این ورزشگاه در مقابل پاس تهران قرار بگیرد. به دلیل بارش باران در روز قبل و آماده نبودن زمین ورزشگاه این بازی لغو شد اما نبود وسائل ارتباط جمعی مناسب و عدم اطلاع‌رسانی کافی هیئت فوتبال تهران باعث شد که هواداران استقلال به درستی در جریان این امر قرار نگیرند و به هر حال در ورزشگاه حاضر و با درهای بسته مواجه شوند. این مسئله باعث خیزش نامتعارف این هواداران، تجمع‌شان در خیابان و سر دادن شعارهای ضد حکومتی می‌شود. پس از این حادثه استفاده از ورزشگاه شیرودی برای همیشه متوقف و تمامی بازی‌های خانگی استقلال به ورزشگاه آزادی منتقل شد.
از تابستان ۱۳۵۳ و در نیم فصل دومین دوره جام تخت جمشید ورزشگاه آزادی که به مناسبت بازی‌های آسیایی ۱۹۷۴ تهران افتتاح شده بود به عنوان ورزشگاه میزبان بازی‌های تیم تاج نیز برگزیده می‌شود اما دور بودن این ورزشگاه از شهر تهران در دهه‌های ۱۳۵۰ و ۱۳۶۰ و کمبود وسائل ترابری عمومی باعث شدند که استفاده ار ورزشگاه امجدیه که در مرکز شهر بود همچنان ادامه یابد. از نیمه دوم دهه ۱۳۶۰ تا هم‌اکنون این ورزشگاه به تنهایی میزبان بازی‌های استقلال است و تعدادی از مهم‌ترین بازی‌های استقلال از جمله دو بازی نیمه نهایی و فینال جام باشگاه‌های آسیا ۱۹۹۹ در این ورزشگاه انجام شدند. استقلال هم‌اکنون برای بازی‌های خانگی خود این ورزشگاه را اجاره می‌کند. گنجایش دقیق ورزشگاه آزادی ۷۸٬۱۱۶ نفر است.

### زمین تمرین

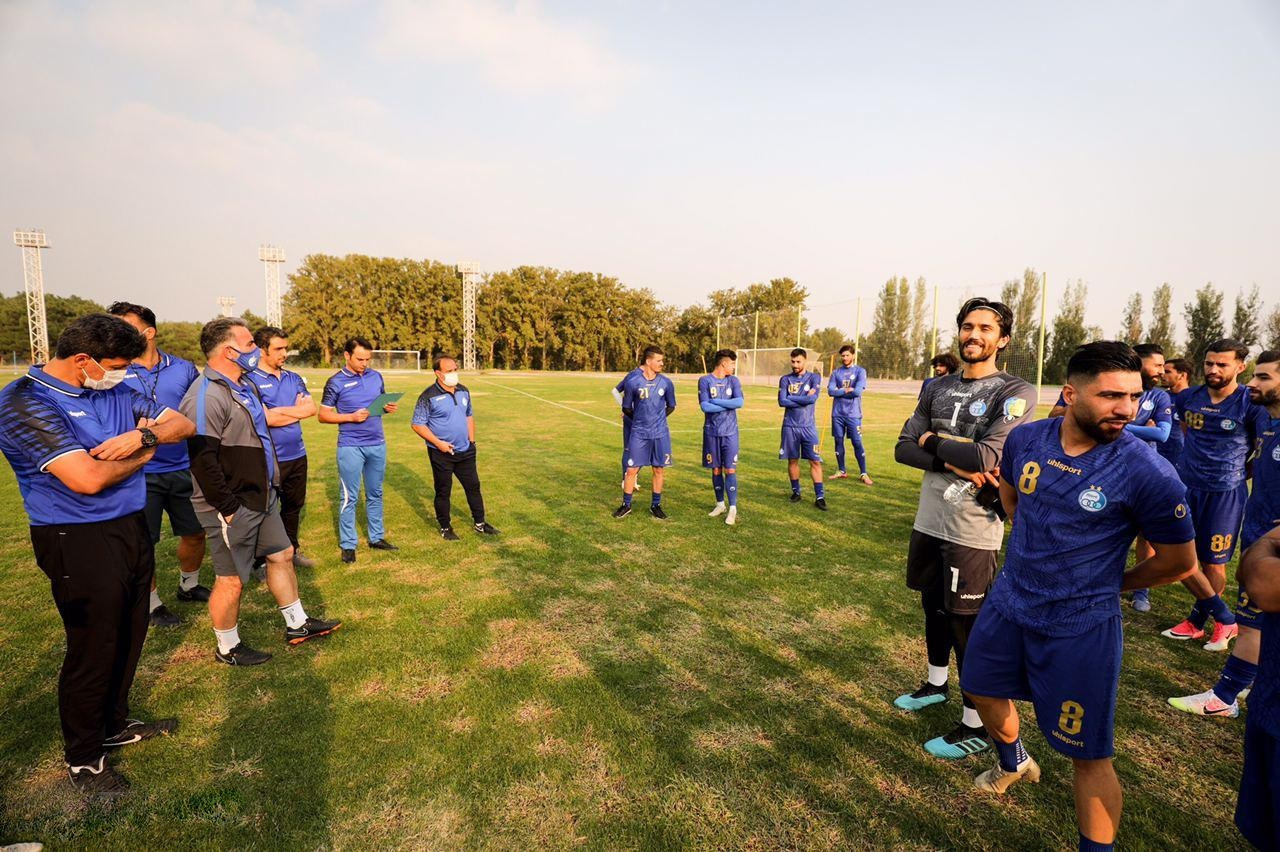
در فصل‌های اخیر پیدا کردن زمین چمن مناسب برای تمرین کردن به یکی از دغدغه‌های اصلی بازیکنان و کادر فنی استقلال بدل شده است.

تاج در دهه‌های ۱۳۴۰ و ۱۳۵۰ چهار زمین تمرین در تهران داشت و معمولاً در زمین دیهیم در شرق تهران جلسات تمرینی‌اش را برگزار می‌کرد. این ورزشگاه در کنار دیگر دارایی‌های سازمان ورزشی و فرهنگی تاج بعد از انقلاب ۱۳۵۷ از مالکیت این سازمان خارج شد اما استقلال در دهه ۱۳۶۰ همچنان در این زمین به تمرین کردن ادامه داد. استقلال در دهه ۱۳۷۰ در زمین مرغوب‌کار که از دارایی‌های سابق خودش بود به تمرین کردن پرداخت.
در زمستان ۱۳۹۴ شهرداری تهران تصمیم گرفت به دلیل بالا بودن هزینه نگهداری، دو ورزشگاه شهید کاظمی را که در منطقه ۱۸ شهرداری واقع شده را برای سه سال به تیم استقلال و ورزشگاه امام رضا را که در منطقه ۱۹ شهرداری واقع شده به مدت سه سال به تیم پرسپولیس واگذار کند تا این دو باشگاه ضمن استفاده از این ورزشگاه‌ها هزینه‌های نگهداری آن‌ها را نیز متقبل بشوند. با دخالت و کارشکنی مسئولان باشگاه پرسپولیس و به ویژه جعفر کاشانی از اعضای هیئت مدیره این باشگاه، ورزشگاه شهید کاظمی که در ابتدا به نام ناصر حجازی کلنگ خورده بود و شرایط بهتری نیز داشت از اختیار باشگاه استقلال خارج و به تیم پرسپولیس واگذار شد. هم‌اکنون باشگاه به دلیل دوری ورزشگاه امام رضا و زمین چمن مصنوعی آن از این ورزشگاه نه برای برگزاری جلسات تمرینی و نه برای برگزاری بازی‌های رسمی یا دوستانه استفاده نمی‌کند
استقلال هم‌اکنون در مجموعه ورزشی انقلاب تهران تمرین می‌کند. در گذشته استقلال در زمین‌هایی همچون زمین شماره دو مجموعه ورزشی آزادی، مجموعه ورزشی باشگاه نفت تهرانسر و زمین چمن مجموعه ورزشی سازمان صنایع دفاع تمرین می‌کرد. یکی دیگر از محل‌های تمرین باشگاه استقلال کمپ ناصر حجازی بوده که هم‌اکنون به دلیل کیفیت پایین چمن ورزشگاه و مشکلات ملکی این کمپ بی‌استفاده مانده است. پیدا کردن زمین تمرین مناسب به ویژه در سال‌های اخیر همواره برای باشگاه مشکل بزرگی بوده است.

## تیم‌های دیگر
استقلال نخستین باشگاه ایرانی‌ست که اقدام به تأسیس شعب مختلف در شهرهای دیگر کرد، شعبه اهواز باشگاه در ۱۳۲۷ تأسیس شد و پس از آن نیز در شهرهای دیگر نیز شعبه‌های مختلفی را تأسیس کرد. تاج از اولین باشگاه‌هایی بود که در ایران مدارس فوتبال نیز راه‌اندازی کرد و بازیکنان این مدارس فوتبال، پشتوانه‌ای برای آینده باشگاه بودند.

### خانواده تیم‌های تاج

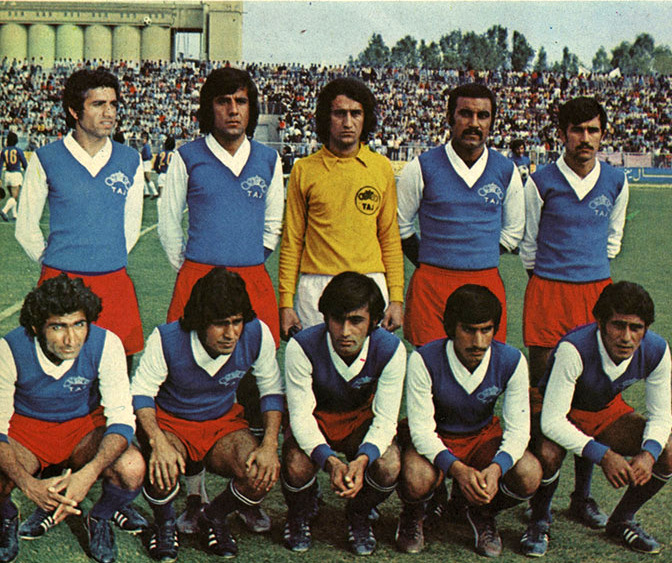
تاج مسجدسلیمان، سال ۱۳۵۲

پیش از انقلاب، باشگاه تاج به دلیل پشتوانه مالی قوی‌ای که داشت در بسیاری از شهرهای ایران شعبه‌های مختلفی تأسیس کرد. قائم‌شهر، آبادان، اهواز، تبریز، خرم‌آباد، رشت، شیراز، گنبد کاووس، مسجدسلیمان و همدان از جمله این شهرها بودند.
در ۱۳۴۹ و در مرحله مقدماتی جام منطقه‌ای، در کنار تیم تاج تهران، ۸ تیم دیگر از خانواده تیم‌های تاج در مسابقات شرکت کردند که تیم‌های تاج آبادان و تاج شیراز به مرحله نهایی صعود کردند و تیم تاج آبادان در نهایت موفق به کسب عنوان سومی آن جام شد. سال بعد و در مسابقات جام منطقه‌ای ۱۳۵۰ نیز، تاج مسجدسلیمان در مسابقات شرکت کرد و در میان ۸ تیم، ششم شد.
یکی از شعبه‌های موفق، تاج اهواز بود که از همان ابتدا گروهی از بازیکنان خوب استان خوزستان را داشت و حتی توانست امتیاز لازم برای صعود به جام تخت جمشید ۱۳۵۲ را به دست آورد، اما چون مطابق قانون تنها یک تیم از هر باشگاه می‌توانست در بالاترین دسته بازی کند و تاج تهران نیز در این دسته بود، از صعود بازماند و تیم نورد اهواز با استفاده از بازیکنان اصلی تاج اهواز در مسابقات آن سال شرکت کرد. پس از انقلاب ۱۳۵۷ تمامی شعبه‌های سازمان ورزشی و فرهنگی تاج در شهرهای مختف ایران به سازمان تربیت بدنی همان شهرها واگذار شدند و استقلال بدین ترتیب از این دارایی‌های خویش نیز محروم شد. تقریباً تمامی تیم‌های فوتبال تاج در شهرهای مختلف بعد از انقلاب تعطیل شدند اما تاج اهواز به تغییر نام به استقلال اهواز در فصل‌های مختلف در رده‌های بالای لیگ فوتبال ایران حضور داشت.

### تیم‌های پایه

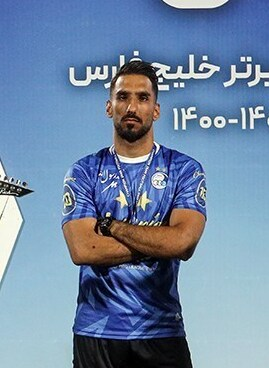
سینا سعیدی‌فر، از محصولات آکادمی استقلال که به تیم اصلی راه یافته است.

باشگاه تاج از ابتدای تأسیس خود همواره توجه خاصی به تیم‌های پایه و پرورش بازیکنان جوان داشت و علی دانایی‌فرد مربی تیم اصلی باشگاه در همان دهه ۱۳۲۰ سرپرستی و مدیریت تیم جوانان باشگاه را بر عهده داشت و تاج علاوه بر شهرهای دیگر در تهران نیز تیم‌های پایه و اقماری داشت و بسیاری از بازیکنان سرشناس باشگاه و دیگر باشگاه‌های ایرانی از این تیم‌ها رشد کردند. با ورود رایکوف به تیم تاج در اواخر دهه ۱۳۴۰، تمامی تیم‌های پایه برای مدتی زیر نظر وی قرار گرفتند و بازیکنانی همچون حسن روشن، حسن نظری و ایرج دانایی‌فرد زیر نظر وی و علی دانایی‌فرد، مربی وقت تیم‌های پایه تاج، رشد کردند و حتی به تیم ملی ایران در جام جهانی ۱۹۷۸ آرژانتین نیز پیوستند.
در حال حاضر تیم‌های پایه استقلال در چهار رده سنّی امید، زیر ۱۹ سال، زیر ۱۷ سال و زیر ۱۵ سال فعال هستند و در رده‌های سنی مختلف لیگ فوتبال استان تهران شرکت می‌کنند. تیم امید استقلال در سال ۱۳۹۷ قهرمان امیدهای تهران شد و تیم‌های زیر ۱۹ سال، زیر ۱۷ سال و زیر ۱۵ سال در لیگ فوتبال تهران به ترتیب چهارم، هفتم و ششم شدند.
تیم‌های استقلال در گذشته در ورزشگاه مرغوبکار تمرین می‌کردند اما هم‌اکنون در ورزشگاه امام رضا تمرین می‌کنند. از آذر ۱۳۹۹ ناصر فریادشیران به عنوان رئیس آکادمی استقلال فعالیت می‌کند. در فصل ۱۳۹۹ در رده‌های امید، نوجوانان و نونهالان به ترتیب آرش برهانی، علیرضا اکبرپور و حسین صدرمحمدی مربیان تیم‌های پایه استقلال هستند.

### تیم زنان

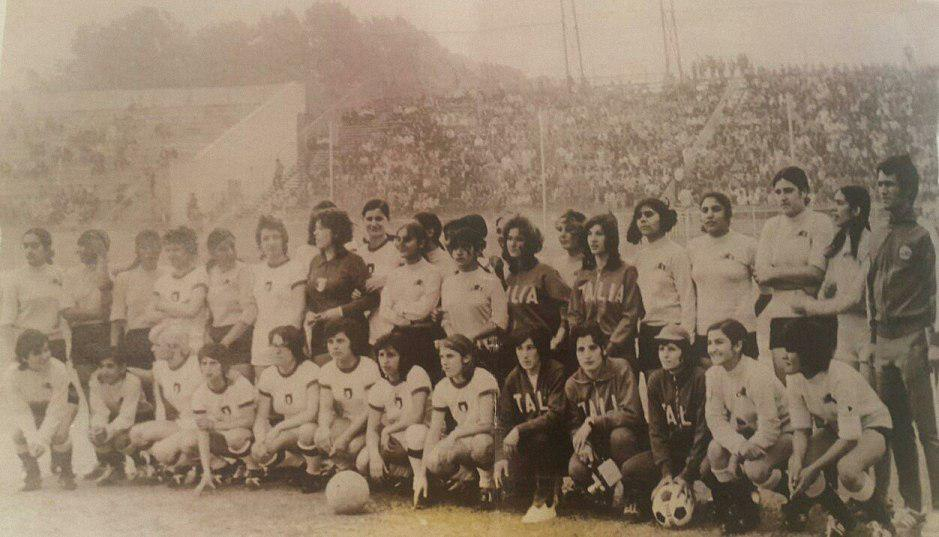
تاج نخستین تیم فوتبال زنان در ایران بود، در تصویر بازیکنان تیم زنان تاج و تیمی منتخب از بازیکنان ایتالیایی در یکی از نخستین بازی‌ها فوتبال زنان در ایران در اردیبهشت ۱۳۵۰.

باشگاه تاج، نخستین باشگاه فوتبال در ایران بود که برای زنان کلاس فوتبال تمرینی گذاشت و از پیشگامان فوتبال زنان در ایران بود. نخستین تیم فوتبال بانوان در ایران توسط تاج در ۱۳۴۹ تأسیس شد و علی دانایی‌فرد از نخستین سرمربی‌های این تیم بود. اولین مسابقه فوتبال زنان در ایران نیز بین دو تیم تاج و دیهیم (از تیم‌های پایه تاج) در دو نیمه ۳۰ دقیقه‌ای در ۲ بهمن ۱۳۴۹ برگزار شد و ۲ تیم به نتیجه ۱–۱ رسیدند. بعد از تاج تیم‌های دیگر از جمله دیهیم و عقاب و پرسپولیس تیم‌های بانوان خویش را تشکیل دادند اما در سال‌های ابتدایی فاصله تیم تاج با تیم‌های دیگر بسیار بود.
در بهمن ۱۳۸۷، خبر بازی دوستانه تیم نوجوانان پسر (به مربیگری علیرضا منصوریان) و تیم دختران استقلال منتشر شد. این واقعه پس از انقلاب بی‌سابقه بود و جنجال و واکنش‌های بسیاری برانگیخت. این بازی دوستانه، منجر به انحلال تیم زنان استقلال شد. در ۱۳۹۳ مجدداً تیم بانوان استقلال فعال شد اما در ۱۳۹۵ و به دستور مدیر عامل استقلال رضا افتخاری این تیم برای دومین بار (و سومین بار بعد از انقلاب ایران) تعطیل شد. این در حالی بود که تیم زنان استقلال در آن زمان کارش را از دسته دو شروع کرده بود و با قهرمانی در دسته یک به لیگ برتر بانوان راه یافته بود.

### ورزش‌های دیگر

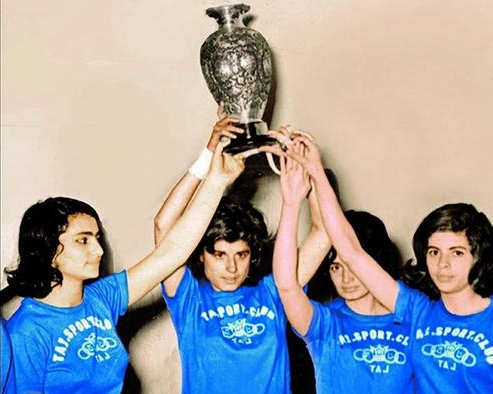
تیم والیبال زنان تاج تهران از موفق‌ترین تیم‌های سازمان ورزشی و فرهنگی تاج.

این باشگاه از همان ابتدای فعالیتش در دهه ۱۳۲۰ در چندین رشته ورزشی مختلف فعال بود و باشگاه فوتبال تنها تیم فوتبال سازمان ورزشی و فرهنگی تاج محسوب می‌شد. این سازمان در زمان اوج فعالیتش در سال‌های پیش از انقلاب به غیر از فوتبال در هجده رشته ورزشی مردان و دوازده رشته ورزشی بانوان فعالیت داشت و در چهارده رشته ورزشی قهرمان باشگاه‌های ایران شده بود. رشته‌های ورزشی مردان عبارت بودند از: کشتی آزاد و فرنگی، جودو، وزنه‌برداری، بوکس، پرورش اندام، والیبال، بسکتبال، بدمینتون، دو و میدانی، تنیس، تنیس روی میز، شنا و شیرجه، دوچرخه‌سواری، شمشیربازی، کوهنوردی، اسکی و ورزش‌های رزمی. رشته‌های ورزشی بانوان نیز شامل: والیبال، بسکتبال، بدمینتون، دو و میدانی، تنیس، تنیس روی میز، شنا و شیرجه، دوچرخه‌سواری، شمشیر بازی، کوهنوردی، اسکی و ورزش‌های رزمی می‌شدند. از میان موفق‌ترین تیم‌های سازمان فرهنگی ورزشی تاج می‌توان به تیم‌های والیبال زنان و مردان تاج اشاره کرد. تیم والیبال زنان تاج در ۱۳۴۲ و در هنگام تشکیل تیم ملی والیبال زنان ایران و برگزاری نخستین بازی تیم ملی، به عنوان تیم قهرمان والیبال زنان باشگاه‌های تهران اسکلت اصلی تیم ملی را تشکیل داد و تیم ملی بر پایه بازیکنان تیم تاج شکل گرفت. تیم والیبال مردان تاج نیز از موفق‌ترین تیم‌های سازمان تاج بود و در دوره دوم و سوم جام پاسارگاد قهرمان ایران شده بود.

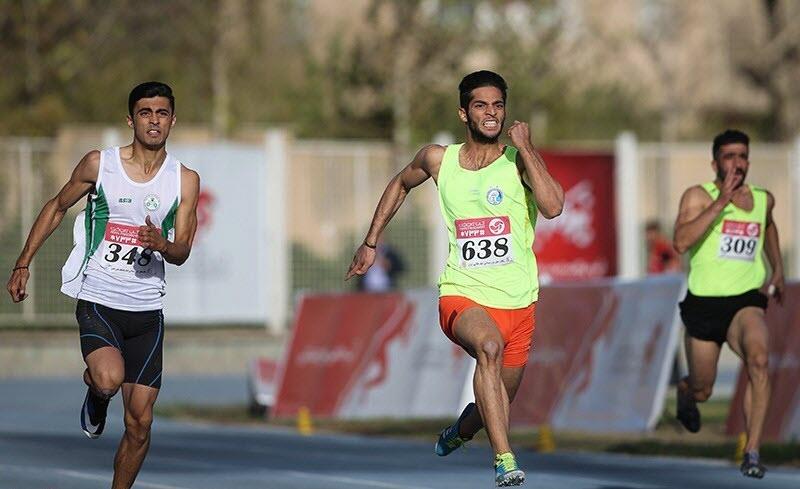
استقلال در سال ۱۳۹۷ دوباره در رشته دو و میدانی اقدام به تیم‌داری کرد و در مسابقات قهرمانی ایران نیز شرکت نمود.

تقریباً تیم‌های تمامی این رشته‌ها پس از انقلاب تعطیل شدند اما استقلال در دهه‌های ۱۳۷۰ و ۱۳۸۰ برای مدتی صاحب تیم‌های فوتسال زنان و مردان شده بود که آن تیم‌ها نیز بعدتر منحل شدند. در ۱۳۹۷ و بعد از سال‌ها عدم تیم‌داری در رشته‌های ورزشی دیگر، استقلال اقدام به تیم‌داری در رشته دو و میدانی کرد و با تیم دو و میدانی‌اش در مسابقات قهرمانی ایران حاضر و موفق به کسب مقام دومی نیز شد. سرمربی این تیم هادی سپهرزاد دونده ملی‌پوش ایران بود. استقلال در تابستان ۱۳۹۹ اقدام به بازگشایی تیم کشتی کرد و رضا یزدانی کشتی‌گیر ملی‌پوش ایران به عنوان سرمربی این تیم برگزیده شدو استقلال در لیگ برتر کشتی ایران حاضر شد.

## آمار و رکوردها

### رکوردهای تیمی
باشگاه استقلال با مجموع ۳۹ عنوان قهرمانی رسمی استانی، کشوری و قاره‌ای، دومین تیم پر افتخار باشگاهی فوتبال ایران است. نخستین قهرمانی رسمی باشگاه استقلال، قهرمانی در مسابقات جام حذفی باشگاه‌های تهران ۱۳۲۶ و جدیدترین قهرمانی استقلال، قهرمانی در سوپرجام فوتبال ایران ۱۴۰۱ است. استقلال در میان تیم‌های حاضر در برترین سطح فوتبال ایران باسابقه‌ترین تیم است و تنها تیمی‌ست که از دهه ۱۳۲۰ تاکنون همچنان در بالاترین سطح فوتبال ایران فعال است و همچنین تنها تیمی‌ست که از ابتدای برگزاری جام‌های باشگاهی سراسری در ایران در دهه ۱۳۴۰ در هر دهه خورشیدی حداقل یک بار قهرمان ایران شده است. استقلال تنها قهرمان هر پنج سیستم لیگ ایران، جام منطقه‌ای، جام تخت جمشید، لیگ قدس، جام آزادگان و لیگ برتر خلیج فارس نیز هست. پر گل‌ترین پیروزی تاریخ باشگاه در ۶ دی ۱۳۳۶ و از مسابقات جام حذفی تهران ۱۳۳۶ رقم خورد. در این بازی تاج با ۱۸ گل تیم داریوش را شکست داد.
در لیگ برتر بعد از برگزاری نوزده دوره، این باشگاه در کنار تیم‌های پرسپولیس، سپاهان و ذوب آهن تنها تیمی است که در تمامی ادوار این لیگ حاضر بوده و در مجموع با ۹۲۹ امتیاز، ۷۷۳ گل زده و ۲۵۵ برد در تمامی این زمینه‌ها رکورددار است و در رتبه اول جدول کلی لیگ برتر قرار دارد. همچنین استقلال نخستین تیمی است که توانست بیش از ۱٬۰۰۰ امتیاز در لیگ برتر کسب کند، استقلال در ۱۰ آبان ۱۳۹۸ و در بازی‌های هفته نهم نوزدهمین دوره لیگ برتر از مرز ۱٬۰۰۰ امتیاز گذشتند. در فصل ۸۸–۱۳۸۷ استقلال موفق شد ۷۰ گل بزند که رکورد تعداد گل زده در یک فصل فوتبال ایران است.
تاج نخستین تیم ایرانی بود که در رقابت‌های بین‌المللی موفق به کسب قهرمانی شد، قهرمانی تاج تهران در مسابقات باشگاهی قهرمانی آسیا ۱۳۴۹ نخستین قهرمانی یک تیم ایرانی در مسابقات بین‌المللی بود. همچنین استقلال پرافتخارترین و باسابقه‌ترین باشگاه ایرانی در لیگ قهرمانان آسیا است. تیم تاج در سال ۱۳۴۹ (۱۹۷۰ میلادی) برای نخستین بار در سومین دوره مسابقات جام باشگاه‌های آسیا شرکت کرد و موفق شد بدون شکست خوردن در بازی‌ها مقام قهرمانی را کسب کند. استقلال در سومین حضور خود در جام باشگاه‌های آسیا در سال ۷۰–۱۳۶۹ (فصل ۹۱–۱۹۹۰) باز هم بدون شکست موفق به فتح جام شد تا تنها تیم ایرانی باشد که موفق شده بیش از یک بار یک جام بین‌المللی را فتح کند. استقلال تا به امروز در لیگ قهرمانان آسیا دو عنوان قهرمانی در سال‌های ۱۹۷۰ میلادی (۱۳۴۹ خورشیدی) و ۹۱–۱۹۹۰ میلادی (۷۰–۱۳۶۹ خورشیدی)، دو جایگاه نایب قهرمانی و سه عنوان سومی کسب کرده است. همچنین آبی‌های تهرانی ۷ بار به مرحله نیمه نهایی لیگ قهرمانان آسیا راه یافته‌اند. استقلال با ۱۶ بار حضور در لیگ قهرمانان آسیا، دو عنوان قهرمانی، دو عنوان نائب قهرمانی، دو عنوان سومی، ۱۰۷ بازی، ۵۳ برد و ۱۷۲ گل زده پرافتخارترین تیم ایرانی و سومین تیم پر افتخار در این بازی‌ها است. در مجموع رقابت‌های آسیایی و با در نظر گرفتن مسابقات جام برندگان جام آسیا، استقلال با ۱۲۵ بازی، ۶۱ برد و ۲۰۹ گل زده در میان تیم‌های ایرانی رکورددار است. همچنین استقلال نخستین تیم ایرانی‌ست که بیش از ۱۰۰ بازی در آسیا انجام داده، بازی برگشت استقلال و بوریرام تایلند در مرحله یک چهارم نهایی لیگ قهرمانان آسیا ۲۰۱۳ صدمین بازی این تیم بود.
رکورد باشگاه در زمینه تعداد بازی متوالی بدون شکست ۶۳ بازی می‌باشد. تیم استقلال از ۲۲ اسفند ۱۳۶۸ تا ۲۵ آذر ۱۳۷۰ در ۶۳ بازی رسمی متوالی شکست نخورد. این ۶۳ بازی متشکل بود از ۹ بازی در باشگاه‌های آسیا، ۱۱ بازی در جام آزادگان، ۲۸ بازی در باشگاه‌های تهران، ۱۴ بازی در جام حذفی ایران و ۱ بازی در جام حذفی تهران. استقلال در این بازیها ۴۶ برد و ۱۷ مساوی به دست آورد. رکورد بعدی باشگاه در این زمینه ۳۱ بازی متوالی بدون شکست می‌باشد که در ۵۳–۱۳۵۲ اتفاق افتاده است.
استقلال اولین تیم لیگ برتری که در فصل ۰۳–۱۴۰۲ لیگ برتر موفق شد به رکورد هزار گل زده در تاریخ لیگ برتر برسد و تعداد گل‌هایش چهار رقمی شد.

### رکوردهای انفرادی

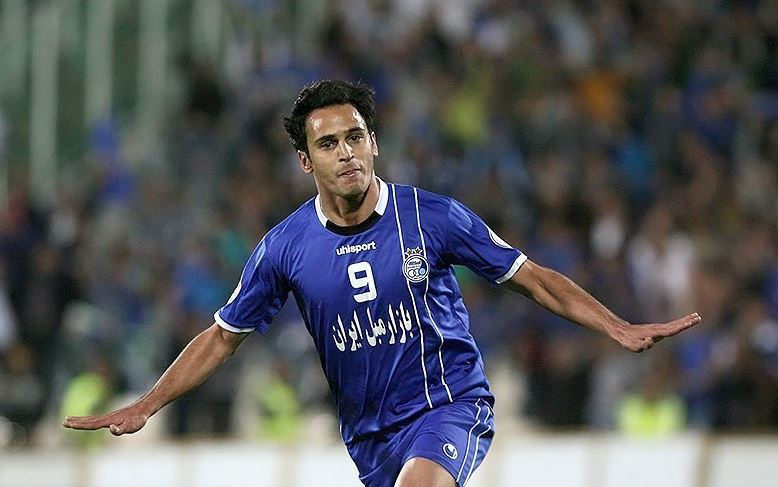
آرش برهانی بهترین گلزن تاریخ باشگاه استقلال با ۱۰۸ گل زده

از میان رکوردهای شخصی بازیکنان استقلال در زمان حضورشان در باشگاه می‌توان به ترانسفر بیوک جدی‌کار در ۱۳۳۷ به تیم ویکتوریا ۱۸۸۹ آلمان اشاره کرد، وی نخستین لژیونر تاریخ فوتبال ایران و آسیا است. نخستین گل ایران در ادوار جام جهانی را نیز ایرج دانایی‌فرد، بازیکن وقت تیم تاج به ثمر رساند، دیگر گل ایران در جام جهانی ۱۹۷۸ آرژانتین هم توسط یک بازیکن تاج، حسن روشن به ثمر رسید. این دو بازیکن در دیدار خداحافظی پله به تیم منتخب جهان هم دعوت شدند. مهدی پاشازاده دیگر بازیکن استقلال است که در زمان بازی در این تیم به تیم منتخب جهان هم دعوت شده بود. دو بازیکن استقلال نیز موفق به کسب عنوان آقای گلی در مسابقات بین‌المللی شده‌اند، غلامحسین مظلومی با پنج گل در مسابقات جام باشگاه‌های آسیا ۱۹۷۰و صمد مرفاوی با شش گل در مسابقات فصل ۹۱–۱۹۹۰ موفق به کسب عنوان آقای گل مسابقات جام باشگاه‌های آسیا شدند. در ۲۰۱۰ میلادی نیز بر اساس نظرسنجی سایت فدراسیون بین‌المللی تاریخ و آمار، فرهاد مجیدی کاپیتان آن زمان استقلال به عنوان محبوب‌ترین بازیکن جهان در ۲۰۱۰ شناخته شد. حسین حسینی در تاریخ ۲۲ آبان سال ۱۳۹۶ رکورد کلین‌شیت ایران را جابجا کرد و حدنصاب ۸۷۳ دقیقه گل نخوردن را از خود بر جای گذاشت. حسینی نزدیک به ۲۲ ماه رکورددار کلین‌شیت در ایران بود و این رکورد توسط پیام نیازمند (دروازه‌بان وقت تیم سپاهان) در آبان سال ۱۳۹۸ به ۹۴۰ دقیقه ارتقا یافت. نکته مهم در رکورد حسینی این است که این رکورد در طول بازیهای یک فصل اتفاق افتاد.

## افتخارات
استقلال با کسب ۳۹ عنوان قهرمانی رسمی در جام‌های قاره‌ای، کشوری و استانی (بالاترین سطح) دومین تیم پرافتخار باشگاهی فوتبال ایران است.
| جام‌های رسمی باشگاه استقلال | جام‌های رسمی باشگاه استقلال | جام‌های رسمی باشگاه استقلال | جام‌های رسمی باشگاه استقلال | جام‌های رسمی باشگاه استقلال | جام‌های رسمی باشگاه استقلال                                                            | جام‌های رسمی باشگاه استقلال | جام‌های رسمی باشگاه استقلال                                                                  |
| نوع                        | نوع                        | رقابت‌ها                    | رقابت‌ها                    | قهرمانی                    | فصل‌های قهرمانی                                                                        | نایب قهرمانی               | فصل‌های نایب قهرمانی                                                                         |
| -------------------------- | -------------------------- | -------------------------- | -------------------------- | -------------------------- | ------------------------------------------------------------------------------------- | -------------------------- | ------------------------------------------------------------------------------------------- |
| داخلی                      | کشوری                      | لیگ‌های سراسری ایران        | لیگ‌های سراسری ایران        | ۱۰                         | ۱۳۳۶، ۱۳۴۹، ۱۳۵۳، ۶۹–۱۳۶۸، ۷۷–۱۳۷۶، ۸۰–۱۳۷۹، ۸۵–۱۳۸۴، ۸۸–۱۳۸۷، ۹۲–۱۳۹۱، ۰۱–۱۴۰۰       | **۱۱                       | ۱۳۵۲، ۷۱–۱۳۷۰، ۱۳۷۳، ۷۸–۱۳۷۷، ۷۹–۱۳۷۸، ۸۱–۱۳۸۰، ۸۳–۱۳۸۲، ۹۰–۱۳۸۹، ۹۶–۱۳۹۵، ۹۹–۱۳۹۸، ۰۳–۱۴۰۲ |
| داخلی                      | کشوری                      | جام حذفی ایران             | جام حذفی ایران             | **۸                        | ۵۷–۱۳۵۶، ۷۵–۱۳۷۴، ۷۹–۱۳۷۸، ۸۱–۱۳۸۰، ۸۷–۱۳۸۶، ۹۱–۱۳۹۰، ۹۷–۱۳۹۶، ۰۴–۱۴۰۳                | **۷                        | ۱۳۶۹، ۷۸–۱۳۷۷، ۸۳–۱۳۸۲، ۹۵–۱۳۹۴، ۹۹–۱۳۹۸، ۰۰–۱۳۹۹، ۰۲–۱۴۰۱                                  |
| داخلی                      | کشوری                      | سوپر جام ایران             | سوپر جام ایران             | ۱                          | ۱۴۰۱                                                                                  | ۲                          | ۱۳۹۷، ۱۴۰۴                                                                                  |
| داخلی                      | استانی (بالاترین سطح)      | جام باشگاه‌های تهران        | جام باشگاه‌های تهران        | **۱۳                       | ۱۳۲۸، ۱۳۳۱، ۱۳۳۵، ۱۳۳۶، ۱۳۳۸، ۴۰–۱۳۳۹، ۱۳۴۱، ۴۸–۱۳۴۷، ۵۰–۱۳۴۹، ۱۳۵۱، ۱۳۶۲، ۱۳۶۴، ۱۳۷۰ | ۶                          | ۱۳۲۵، ۱۳۳۰، ۱۳۴۸، ۱۳۶۱، ۱۳۶۸، ۱۳۶۹                                                          |
| داخلی                      | استانی (بالاترین سطح)      | جام حذفی تهران             | جام حذفی تهران             | ۴                          | ۲۷–۱۳۲۶، ۱۳۳۰، ۳۸–۱۳۳۷، ۱۳۳۹                                                          | **۳                        | ۱۳۲۵، ۳۷–۱۳۳۶، ۱۳۴۹                                                                         |
| داخلی                      | استانی (بالاترین سطح)      | سوپر جام تهران             | سوپر جام تهران             | *۱                         | ۱۳۷۳                                                                                  | —                          | —                                                                                           |
| قاره‌ای                     | قاره‌ای                     | لیگ قهرمانان آسیا          | لیگ قهرمانان آسیا          | ***۲                       | ۱۳۴۹ (۱۹۷۰ میلادی)، ۷۰–۱۳۶۹ (۹۱–۱۹۹۰ میلادی)                                          | ***۲                       | ۱۳۷۰ (۱۹۹۱ میلادی)، ۷۸–۱۳۷۷ (۹۹–۱۹۹۸ میلادی)                                                |
| مجموع                      | مجموع                      | مجموع                      | مجموع                      | ۳۹ قهرمانی                 | ۳۹ قهرمانی                                                                            | ۳۱ نایب قهرمانی            | ۳۱ نایب قهرمانی                                                                             |

- قهرمانی
- ** رکورد
- * رکورد مشترک
- *** رکورد ایران
- نایب قهرمانی
- ** رکورد
- * رکورد مشترک
- *** رکورد ایران

### مرور کلی
سهم هر رقابت از مجموع ۳۹ جام قهرمانی:

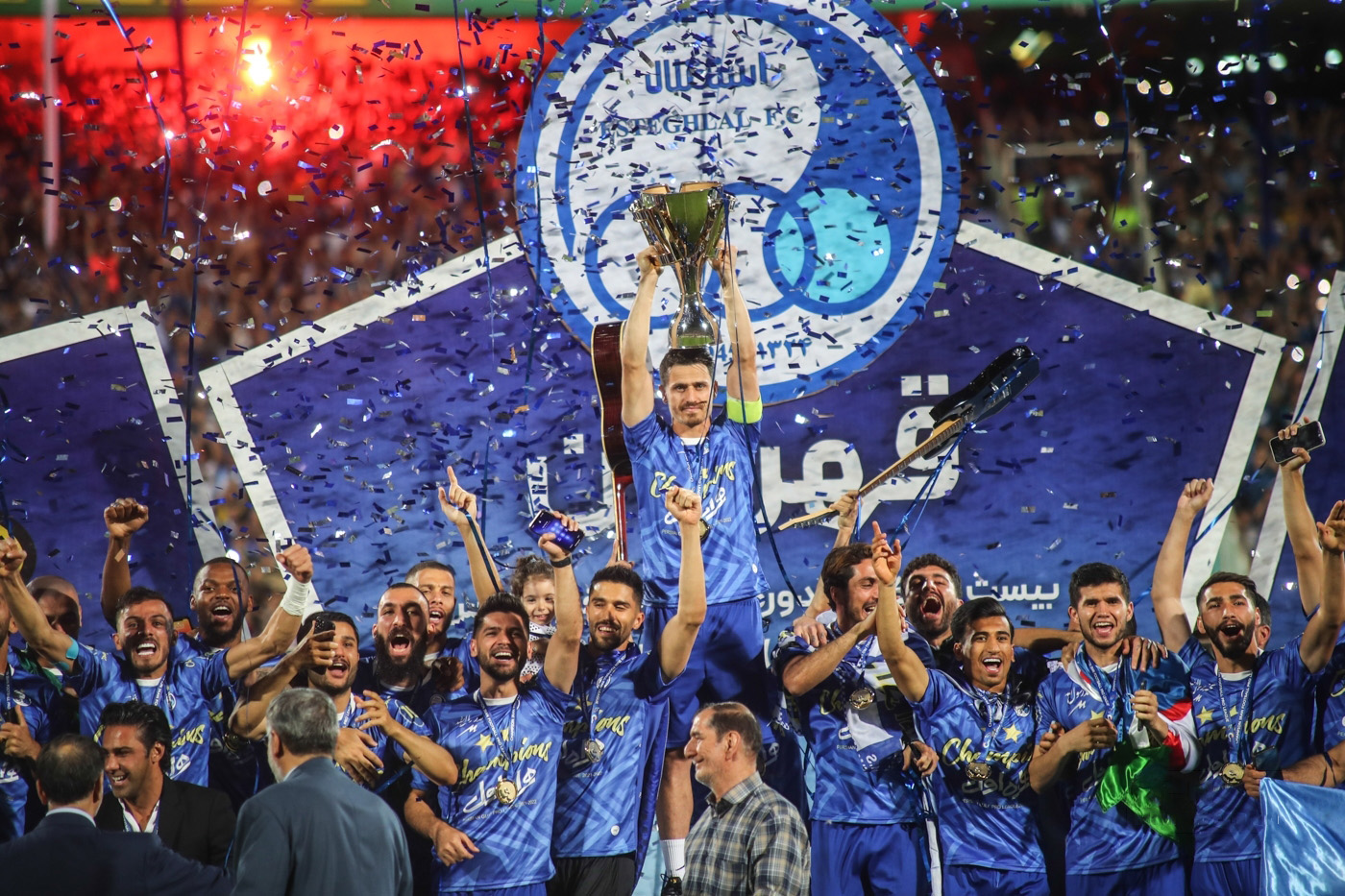
باشگاه استقلال در پایان لیگ برتر ایران ۰۱–۱۴۰۰ بدون هیچ شکستی، قهرمان شد و به اولین باشگاه ایرانی تبدیل شد که به این رکورد دست پیدا کرده است.

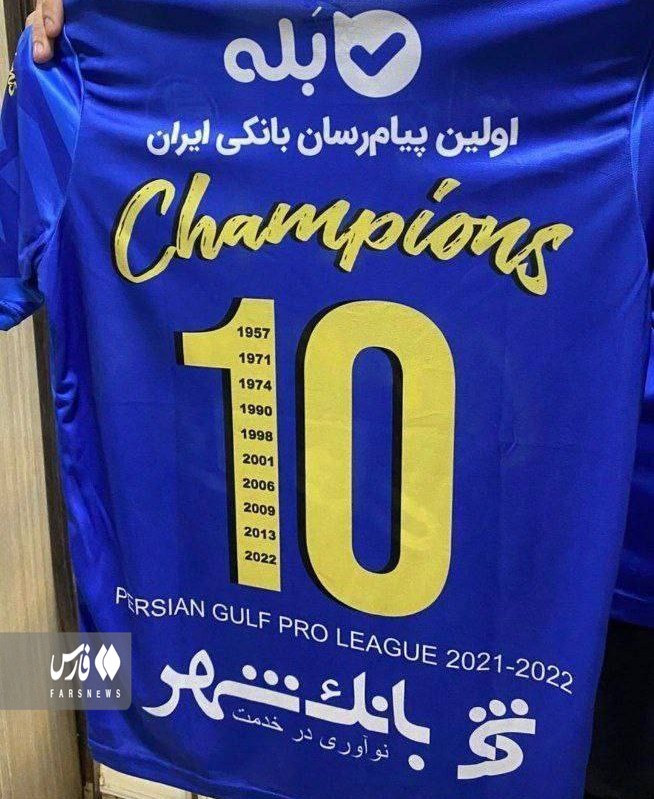
پیراهن اختصاصی باشگاه استقلال در جشن قهرمانی لیگ برتر ایران ۰۱–۱۴۰۰ به مناسبت دهمین قهرمانی تاریخ لیگ‌های فوتبال ایران

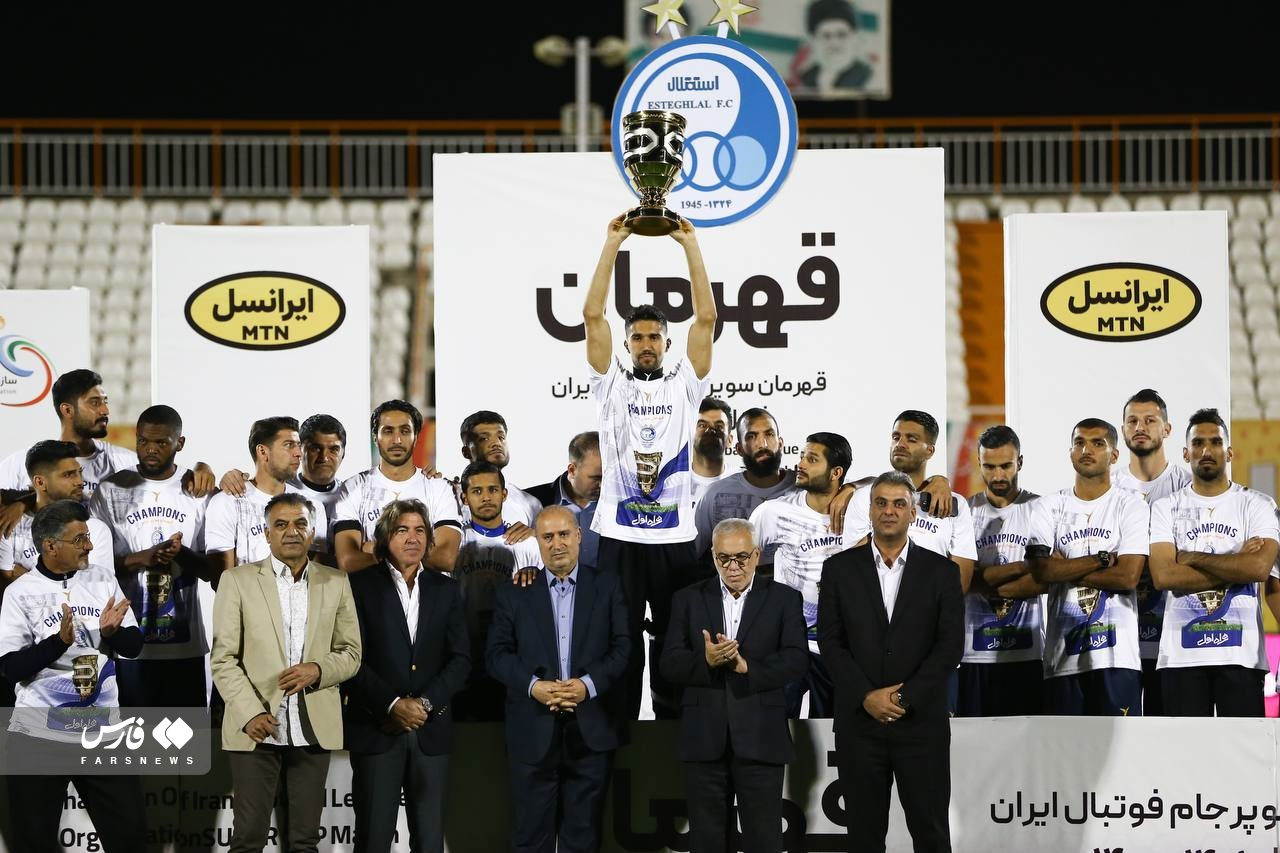
بازیکنان و کادر فنی باشگاه استقلال پس از قهرمانی در سوپر جام ایران ۱۴۰۱، مراسم قهرمانی و بالا بردن جام را برای همبستگی با اعتراضات سراسری ایران بدون شادی برگزار کردند.

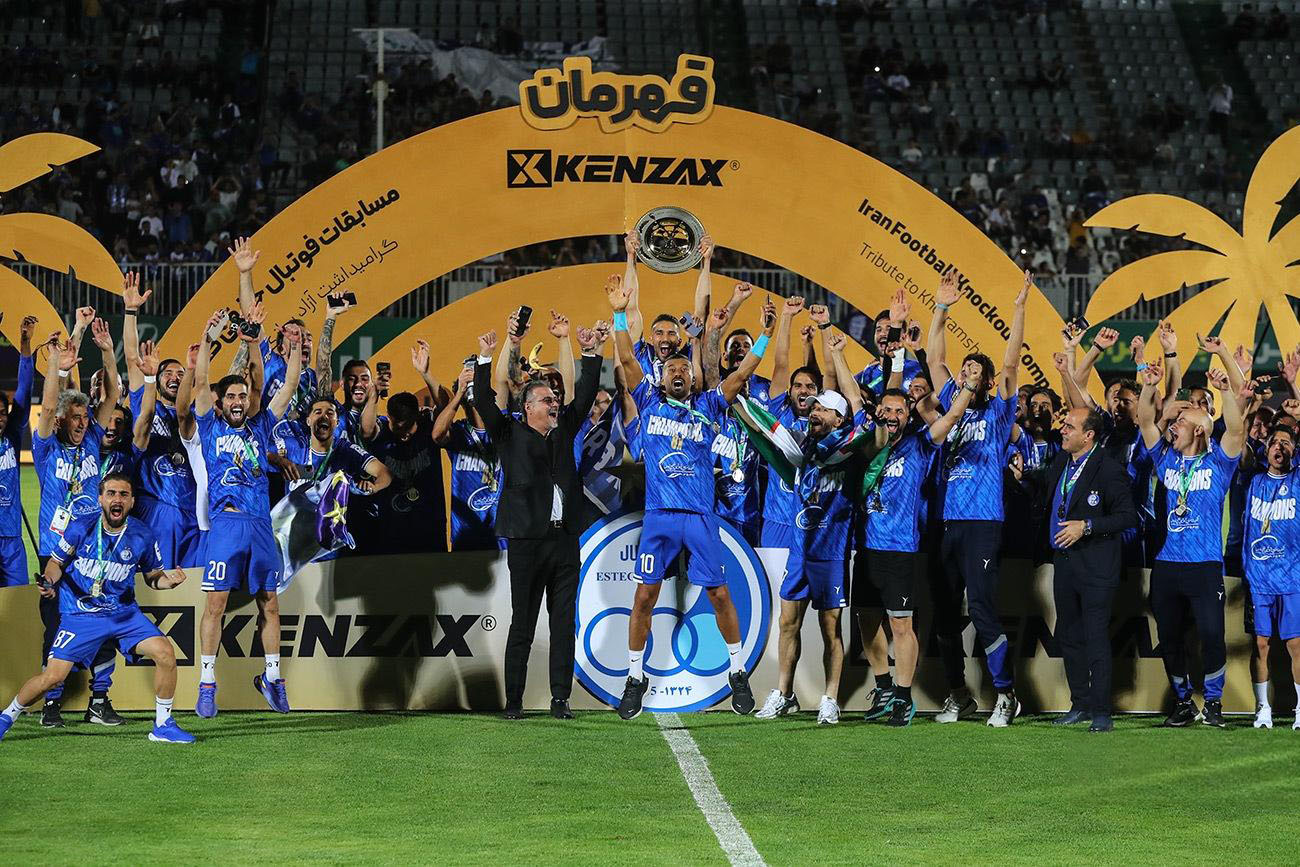
باشگاه استقلال قهرمان جام حذفی ایران ۰۴–۱۴۰۳

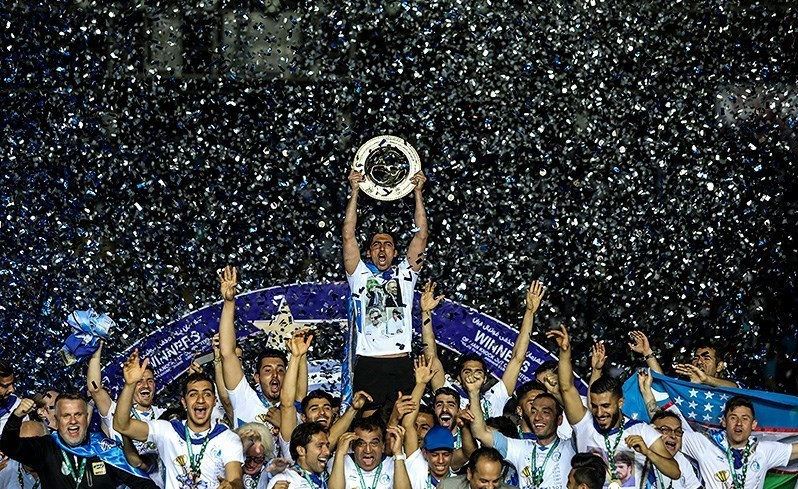
باشگاه استقلال قهرمان جام حذفی ایران ۹۷–۱۳۹۶

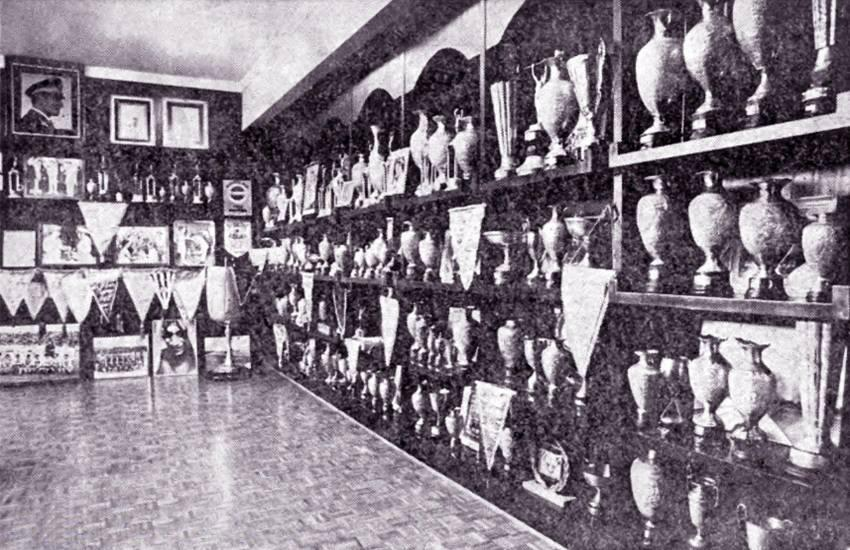
موزه افتخارات باشگاه تاج (استقلال) که بعد از انقلاب ۱۳۵۷ مورد دستبرد واقع شد.

تالار افتخارات باشگاه استقلال

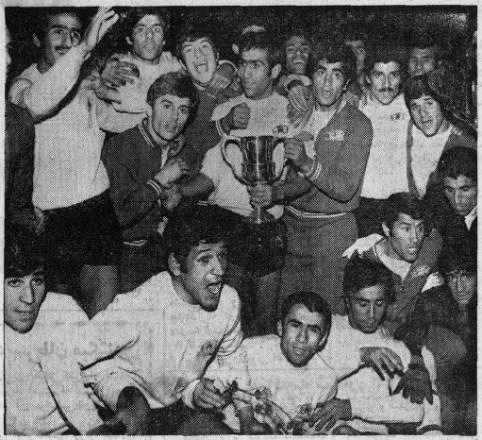
اولین قهرمانی باشگاه تاج (استقلال) در جام باشگاه‌های آسیا ۱۹۷۰

دومین قهرمانی باشگاه استقلال در جام باشگاه‌های آسیا ۹۱–۱۹۹۰

استقلال با ۳۹ عنوان قهرمانی رسمی در طول تاریخ خود، پرافتخارترین تاریخ فوتبال ایران است و با ۲ عنوان قهرمانی، ۲ جایگاه نایب قهرمانی و ۳ مقام سومی در لیگ قهرمانان آسیا، به عنوان پرافتخارترین تیم ایرانی در تاریخ این رقابت‌ها و چهارمین تیم برتر قارهٔ آسیا شناخته می‌شود. همچنین آبی‌های تهرانی ۷ بار به مرحله نیمه نهایی لیگ قهرمانان آسیا راه یافته‌اند. باشگاه استقلال موفق‌ترین نمایندهٔ فوتبال ایران در تاریخ مسابقات لیگ قهرمانان آسیا تاکنون است.
۲ قهرمانی در لیگ قهرمانان آسیا، ۱۰ قهرمانی در لیگ‌های فوتبال ایران، ۸ قهرمانی در جام حذفی ایران، ۱ قهرمانی در سوپر جام ایران، ۱۳ قهرمانی در جام باشگاه‌های تهران، ۴ قهرمانی در جام حذفی تهران و ۱ قهرمانی در سوپر جام تهران از افتخارات رسمی داخلی و بین‌المللی این تیم هستند.
در سال ۱۳۳۶ باشگاه استقلال قهرمان نخستین دوره جام قهرمانی فوتبال ایران شد و نخستین جام کشوری و اولین لیگ سراسری خود را کسب کرد. استقلال تنها باشگاه ایرانی است که در تمامی لیگ‌ها و جام‌های داخلی و رقابت‌های سطح بالای کشوری به مقام قهرمانی دست پیدا کرده است.
استقلال تنها تیم ایران است که بدون باخت قهرمان لیگ برتر خلیج فارس شده است و در جام حذفی ایران، استقلال با ۱۵ بار راه‌یابی به دیدار پایانی و ۸ قهرمانی، رکورددار باشگاه‌های ایرانی است.
استقلال ایران از سال ۱۹۹۱ تا ۲۰۰۰ به تنهایی پرافتخارترین تیم فوتبال آسیا بود؛ همچنین از سال ۲۰۰۰ تا ۲۰۰۹ نیز این عنوان را مشترکاً با باشگاه الهلال در اختیار داشت.
بالاترین جایگاه یک تیم ایرانی در رده‌بندی جهانی: با اعلام فدراسیون جهانی تاریخ و آمار فوتبال در ماه سپتامبر سال ۲۰۱۳، باشگاه استقلال در رده‌بندی برترین باشگاه‌های جهان در جایگاه سوم آسیا و ۵۵ جهان قرار گرفت که این رتبه بالاترین جایگاه یک تیم ایرانی در این رده‌بندی محسوب می‌شود.

### رقابت‌های داخلی

#### رقابت‌های کشوری
- لیگ‌های فوتبال ایران (شامل: جام قهرمانی ایران، جام منطقه‌ای، لیگ تخت جمشید، لیگ قدس، لیگ آزادگان، لیگ برتر خلیج فارس)[۳۰۳]
  -  قهرمانی (۱۰): ۱۳۳۶، ۱۳۴۹، ۱۳۵۳، ۶۹–۱۳۶۸، ۷۷–۱۳۷۶، ۸۰–۱۳۷۹، ۸۵–۱۳۸۴، ۸۸–۱۳۸۷، ۹۲–۱۳۹۱، ۰۱–۱۴۰۰
  -  نایب قهرمانی (۱۱): ۱۳۵۲، ۷۱–۱۳۷۰، ۱۳۷۳، ۷۸–۱۳۷۷، ۷۹–۱۳۷۸، ۸۱–۱۳۸۰، ۸۳–۱۳۸۲، ۹۰–۱۳۸۹، ۹۶–۱۳۹۵، ۹۹–۱۳۹۸، ۰۳–۱۴۰۲ (رکورد)
- جام حذفی ایران (رکورد ایران)[۳۰۴]
  -  قهرمانی (۸): ۵۷–۱۳۵۶، ۷۵–۱۳۷۴، ۷۹–۱۳۷۸، ۸۱–۱۳۸۰، ۸۷–۱۳۸۶، ۹۱–۱۳۹۰، ۹۷–۱۳۹۶، ۰۴–۱۴۰۳ (رکورد)
  -  نایب قهرمانی (۷): ۱۳۶۹، ۷۸–۱۳۷۷، ۸۳–۱۳۸۲، ۹۵–۱۳۹۴، ۹۹–۱۳۹۸، ۱۴۰۰–۱۳۹۹، ۱۴۰۲–۱۴۰۱ (رکورد)
- سوپر جام ایران
  -  قهرمانی (۱): ۱۴۰۱
  -  نایب قهرمانی (۲): ۱۳۹۷، ۱۴۰۴

#### رقابت‌های استانی (بالاترین سطح)
- جام باشگاه‌های تهران (رکورد ایران)[۳۴]
  -  قهرمانی (۱۳): ۱۳۲۸، ۱۳۳۱، ۱۳۳۵، ۱۳۳۶، ۱۳۳۸، ۴۰–۱۳۳۹، ۱۳۴۱، ۴۸–۱۳۴۷، ۵۰–۱۳۴۹، ۱۳۵۱، ۱۳۶۲، ۱۳۶۴، ۱۳۷۰ (رکورد)
  -  نایب قهرمانی (۶): ۱۳۲۵، ۱۳۳۰، ۱۳۴۸، ۱۳۶۱، ۱۳۶۸، ۱۳۶۹
- جام حذفی تهران[۳۴][۵۵]
  -  قهرمانی (۴): ۲۷–۱۳۲۶، ۱۳۳۰، ۳۸–۱۳۳۷، ۱۳۳۹
  -  نایب قهرمانی (۳): ۱۳۲۵، ۳۷–۱۳۳۶، ۱۳۴۹ (رکورد)
- سوپر جام تهران (رکورد مشترک)[۵۵]
  -  قهرمانی (۱): ۱۳۷۳ (رکورد مشترک)

### رقابت‌های قاره‌ای
- لیگ قهرمانان آسیا (رکورد ایران)[۳۹][۵۵][۳۰۵][۳۰۶][۳۰۷][۳۰۸][۳۰۹][۳۱۰]
  -  قهرمانی (۲): ۱۳۴۹ (۱۹۷۰ میلادی)، ۷۰–۱۳۶۹ (۹۱–۱۹۹۰ میلادی) (رکورد ایران)
  -  نایب قهرمانی (۲): ۱۳۷۰ (۱۹۹۱ میلادی)، ۷۸–۱۳۷۷ (۹۹–۱۹۹۸ میلادی) (رکورد ایران)
  -  مقام سومی (۲): ۱۳۵۰ (۱۹۷۱ میلادی)، ۸۱–۱۳۸۰ (۰۲–۲۰۰۱ میلادی)
  - حضور در نیمه‌نهایی بدون رتبه‌بندی (۱): ۹۲–۱۳۹۱ (۲۰۱۳ میلادی)

### دوگانه‌ها و سه‌گانه‌ها
باشگاه استقلال در تاریخ خود، شش بار موفق به کسب دوگانه شده است.
- لیگ فوتبال ایران و جام باشگاه‌های تهران
  - فصل ۳۷–۱۳۳۶
- جام باشگاه‌های تهران و جام حذفی تهران
  - فصل ۳۸–۱۳۳۷
  - فصل ۴۰–۱۳۳۹
- لیگ قهرمانان آسیا و لیگ فوتبال ایران
  - فصل ۱۳۴۹
- لیگ قهرمانان آسیا و جام باشگاه‌های تهران
  - فصل ۷۱–۱۳۷۰
- لیگ فوتبال ایران و سوپرجام فوتبال ایران
  - فصل ۰۱–۱۴۰۰

باشگاه استقلال در تاریخ خود، یک بار موفق به کسب سه‌گانه شده است.
- لیگ قهرمانان آسیا، لیگ فوتبال ایران و جام باشگاه‌های تهران
  - فصل ۱۳۴۹

### دیگر رقابت‌ها

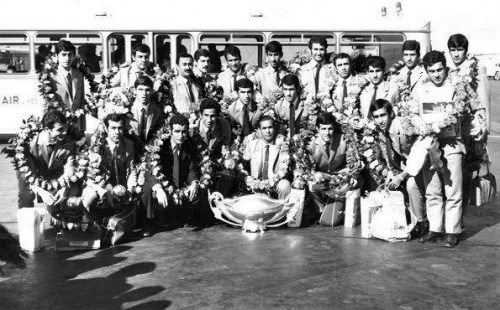
بازیکنان و کادر فنی باشگاه تاج پس از قهرمانی در جام میلز سال ۱۳۴۸

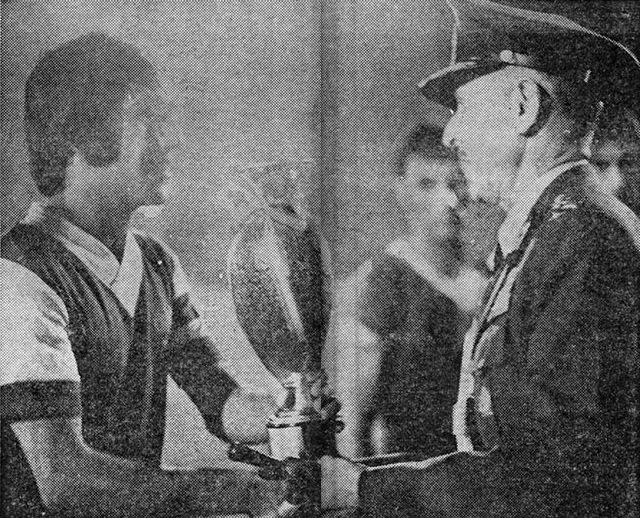
علی جباری کاپیتان باشگاه تاج، عنوان قهرمانی جام دوستی را از علی حجت کاشانی رئیس سازمان تربیت بدنی، دریافت می‌کند.

باشگاه استقلال در طی تاریخ خود در ۱۶ جام غیررسمی، دوستانه و سطح پایین به مقام قهرمانی رسیده است.

#### بین‌المللی
- جام میلز[۵۵]
  -  قهرمانی (۴): ۱۳۴۸، ۱۳۴۹، ۱۳۵۰، ۱۳۶۸
- جام بوردولوی[۳۱۱]
  -  قهرمانی (۱): ۱۳۶۸
- جام استقلال قطر[۵۵]
  -  قهرمانی (۱): ۱۳۷۰
- جام پرزیدنت ترکمنستان[۳۱۲]
  -  قهرمانی (۱): ۱۳۷۶
- جام بین‌المللی خزر[۳۱۳]
  -  قهرمانی (۱): ۱۳۷۶

#### داخلی
- جام تاج[۳۱۴]
  -  قهرمانی (۱): ۱۳۳۷
- جام دوستی[۳۱۵]
  -  قهرمانی (۱): ۱۳۵۱
- جام اتحاد
  -  قهرمانی (۱): ۱۳۵۲
- جشنواره بسیج[۳۱۶]
  -  قهرمانی (۱): ۱۳۷۱
- لیگ آزادگان دسته سوم[پانویس ۲][۵۵]
  -  قهرمانی (۱): ۱۳۷۲
- جام کیش[۳۱۷]
  -  قهرمانی (۱): ۱۳۸۰
- جام اتحادیه باشگاه‌های ایران[۳۱۸]
  -  قهرمانی (۱): ۱۳۸۱
- جام صلح و دوستی تهران[۳۱۹]
  -  قهرمانی (۱): ۱۳۸۴

## بازیکنان

### بازیکنان کنونی
تاریخ به‌روزرسانی: ۲۸ مرداد ۱۴۰۴
فهرست بازیکنان باشگاه فوتبال استقلال در فصل ۱۴۰۵–۱۴۰۴ به شرح زیر است:
| شماره |          | نقش       | بازیکن                       |
| ----- | -------- | --------- | ---------------------------- |
| ۱     | اسپانیا  | دروازه‌بان | آنتونیو آدان                 |
| ۲     | ایران    | مدافع     | صالح حردانی                  |
| ۳     | ایران    | مدافع     | حسین گودرزی                  |
| ۴     | ایران    | هافبک     | روزبه چشمی (کاپیتان)         |
| ۵     | ازبکستان | مدافع     | رستم آشورماتوف               |
| ۸     | ایران    | هافبک     | امیرمحمد رزاقی‌نیا زیر ۲۱ سال |
| ۷     | ایران    | مهاجم     | محمدرضا آزادی                |
| ۹     | هائیتی   | مهاجم     | داکنز نازون                  |
| ۱۰    | ایران    | مدافع     | رامین رضاییان                |
| ۱۱    | ایران    | مهاجم     | سعید سحرخیزان زیر ۲۳ سال     |
| ۱۳    | ایران    | دروازه‌بان | سید آریا حسینی‌فرد            |
| ۱۵    | ایران    | هافبک     | ابوالفضل زمانی زیر ۲۱ سال    |
| ۱۸    | ایران    | مدافع     | ابوالفضل ذلیخایی زیر ۲۳ سال  |
| ۲۰    | ایران    | مهاجم     | علیرضا کوشکی                 |

| شماره |          | نقش       | بازیکن                     |
| ----- | -------- | --------- | -------------------------- |
| ۲۲    | گابن     | هافبک     | دیدیه اندونگ               |
| ۲۳    | ایران    | مدافع     | عارف آقاسی                 |
| ۳۳    | ایران    | مدافع     | ابوالفضل جلالی             |
| ۴۴    | ایران    | مدافع     | آرمین سهرابیان             |
| ۵۰    | ایران    | دروازه‌بان | امیرحسین نیک‌پور زیر ۲۳ سال |
| ۵۵    | ایران    | مدافع     | عارف غلامی                 |
| ۶۶    | ایران    | مدافع     | ضرغام سعداوی زیر ۲۱ سال    |
| ۷۲    | ازبکستان | مهاجم     | عیسی آل کثیر               |
| ۷۷    | ازبکستان | هافبک     | جلال‌الدین ماشاریپوف        |
| ۸۰    | ایران    | هافبک     | محمدحسین اسلامی            |
| ۸۷    | ایران    | هافبک     | اسماعیل قلی‌زاده زیر ۲۱ سال |
| ۸۸    | ایران    | هافبک     | مهران احمدی                |
| ۹۳    | ایران    | مهاجم     | حسام اسکندری زیر ۲۳ سال    |

### بازیکنان قرض داده‌شده
| شماره |           | نقش   | بازیکن                                     |
| ----- | --------- | ----- | ------------------------------------------ |
|       |           |       |                                            |
| ۱۶    | ایران     | هافبک | عباس شرفی فجر سپاسی خدمت سربازی            |
| ۳۰    | ایران     | مدافع | سامان تورانیان ملوان بندرانزلی خدمت سربازی |
| ۱۱    | قرقیزستان | مهاجم | جوئل کوجو نفتچی ازبکستان                   |

### بازیکنان پیشین
برای دیدن بازیکنان پیشین باشگاه که در ویکی‌پدیا مقاله دارند، رده:بازیکنان باشگاه استقلال را ببینید.
برای دیدن آمار و رکوردهای بازیکنان استقلال فهرست آمار و رکوردهای باشگاه فوتبال استقلال تهران§آمار بازیکنان را ببینید.
برای دیدن پیشینه بازیکنان استقلال در تیم ملی فوتبال ایران باشگاه استقلال و تیم ملی ایران را ببینید.

### برخی بازیکنان سرشناس تاریخ باشگاه
| نام               | پست بازی  | نام            | پست بازی   |
| ----------------- | --------- | -------------- | ---------- |
| منصور پورحیدری    | مدافع     | علی جباری      | هافبک      |
| غلامحسین مظلومی   | مهاجم     | علی دانایی فرد | هافبک‌چپ    |
| ناصر حجازی        | دروازه‌بان | حسن روشن       | مهاجم      |
| امیر قلعه نویی    | هافبک     | آرش برهانی     | مهاجم      |
| فرهاد مجیدی       | مهاجم     | فابیو جانواریو | هافبک      |
| جی لوید ساموئل    | هافبک     | مجتبی جباری    | هافبک      |
| اندرانیک تیموریان | هافبک     | جواد نکونام    | هافبک      |
| فریدون زندی       | هافبک     | سید مهدی رحمتی | دروازه‌بان  |
| محمود فکری        | هافبک     | وریا غفوری     | مدافع راست |
| روزبه چشمی        | هافبک     | سید حسین حسینی | دروازه‌بان  |

## پرسنل

### سرمربی‌ها
باشگاه استقلال تهران، از زمان تأسیس خود، تاکنون سرمربیان متعددی را تجربه کرده است که هر کدام نقشی در شکل‌گیری تاریخ این باشگاه ایفا کرده‌اند. از مهم‌ترین سرمربیان تاریخ باشگاه استقلال می‌توان از علی دانایی‌فرد نام برد که نخستین سرمربی تاریخ باشگاه استقلال بود و همچنین دانایی‌فرد به لحاظ کسب تعداد قهرمانی هم با ۱۳ عنوان قهرمانی پر افتخارترین مربی تاریخ باشگاه است و طی ۴ نوبت مربی‌گری باشگاه را بر عهده داشت. از دیگر سرمربیان تاریخ باشگاه استقلال می‌توان به زدراکو رایکوف نخستین مربی خارجی تاریخ استقلال و فوتبال باشگاهی ایران، منصور پورحیدری ملقب به پدر استقلال، مربی‌ای که استقلال را قهرمان آسیا کرد، امیر قلعه‌نویی پرافتخارترین مربی استقلال در لیگ برتر با ۳ قهرمانی، ناصر حجازی اسطوره فوتبال ایران، فرهاد مجیدی ستاره محبوب دهه اخیر استقلال اشاره کرد.

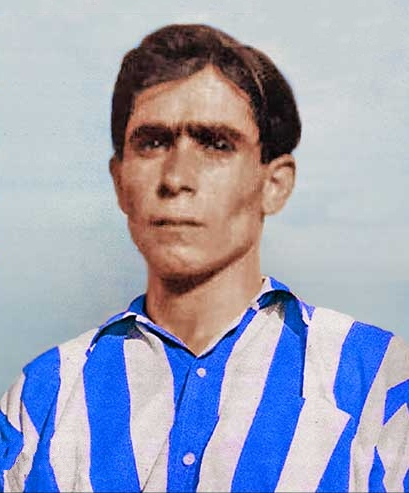
تصویر علی دانایی‌فرد نخستین مربی تاریخ باشگاه استقلال.

در مجموع و بدون در نظر گرفتن مربیان موقت، تاکنون نیمکت سرمربیگری استقلال ۵ب ار بین ۴۶ مربی مختلف دست به دست شده است. از میان این مربی‌ها، تنها ۱۱ مربی خارجی بوده‌اند که در نوبت‌های مختلف هدایت استقلال را بر عهده داشته‌اند.

#### سرمربی و کادر فنی کنونی
سرمربی کنونی باشگاه استقلال، ریکاردو سا پینتوی اهل پرتغال است که در گذشته یک فصل هدایت استقلال را بر عهده داشته، وی در خلل حملات ۱۴۰۴ اسرائیل به ایران در شرایطی که سرمربیان خارجی ایران را ترک کردند با استقلال قرارداد بست و هدایت این تیم به همراه چهار دستیار خارجی خود و همچنین دستیاران ایرانی بر عهده گرفت.

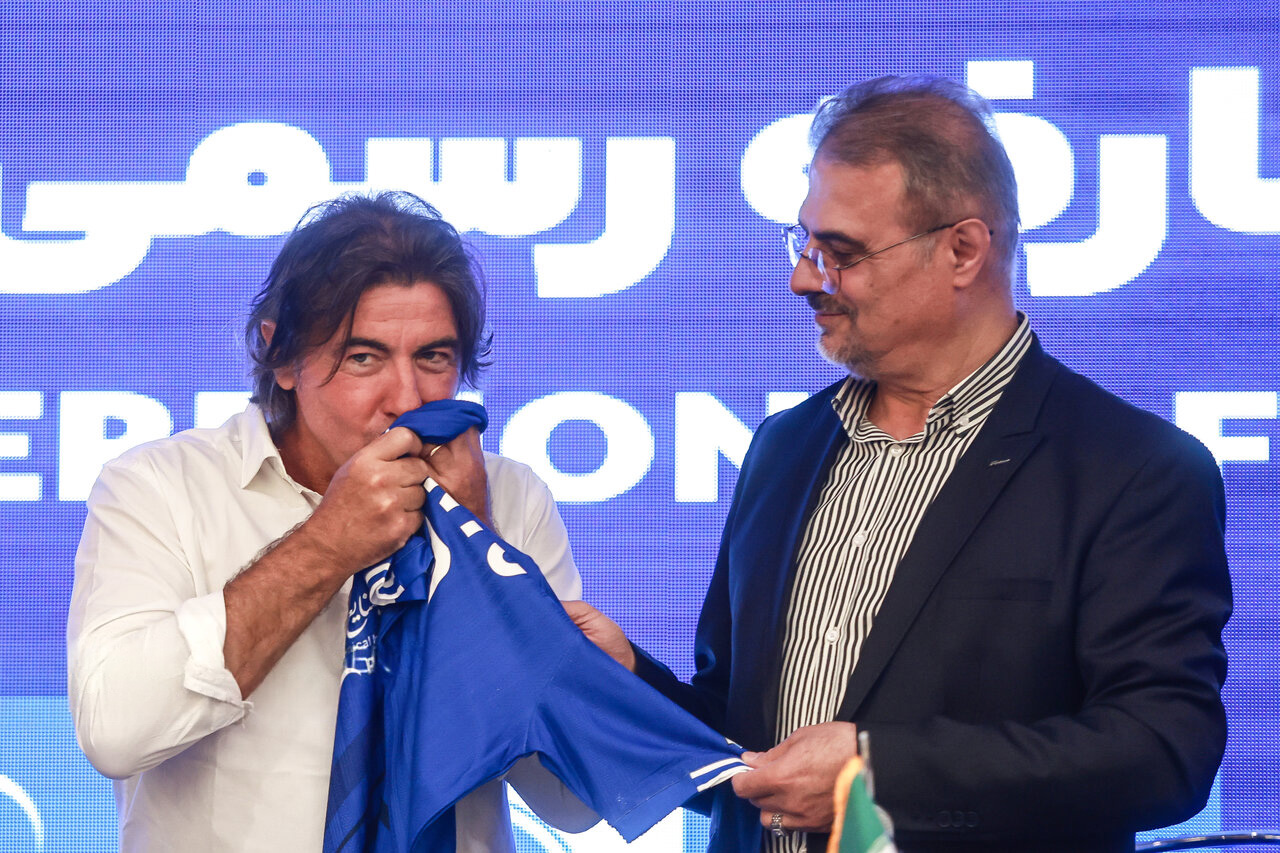
سرمربی کنونی باشگاه، ریکاردو ساپینتو در حال بوسه زدن بر لوگوی استقلال پس از بازگشت دوباره به این تیم در کنار علی نظری جویباری

| کادر فنی کنونی باشگاه استقلال تهران | کادر فنی کنونی باشگاه استقلال تهران |
| ----------------------------------- | ----------------------------------- |
| سرمربی                              | ریکاردو ساپینتو                     |
| دستیار سرمربی                       | نونو مورایس                         |
| دستیار سرمربی                       | خسرو حیدری                          |
| دستیار سرمربی                       | ایران                               |
| مربی بدنساز                         | سوسا مندز لئاندرو                   |
| آنالیزور                            | آندره دسوسا                         |
| آنالیزور                            | علی بنی‌شیخ‌الاسلامی                  |
| مربی دروازه‌بان‌ها                    | جورجیوس اسکیاتیتیس                  |
| سرپرست                              | بیژن طاهری                          |
| مدیر رسانه                          | پژمان ماندگاری                      |
| مترجم                               | فرزاد نادری                         |
| فیزیوتراپ                           | محمود باقری                         |
| تدارکات                             | مدد جباری                           |

### مدیران
باشگاه استقلال تهران، در طول تاریخ پر افتخار خود شاهد مدیریت‌های گوناگونی بوده است. از نخستین مدیران باشگاه می‌توان به پرویز خسروانی اشاره کرد که از بنیان‌گذاران اصلی و از اعضای هیئت مدیره باشگاه بود. پرویز خسروانی در سال ۱۳۲۸ پرویز شیخان را به عنوان مدیرعامل منصوب کرد که پرویز شیخان به مدت ۲۹ سال به‌صورت بی‌وقفه مدیریت باشگاه را در اختیار داشت و از سال ۱۳۲۸ تا ۱۳۵۷ این سمت را حفظ کرد. او با این سابقه، دارای طولانی‌ترین دوره مدیریت در تاریخ باشگاه استقلال است و بیشترین مدت زمان حضور در پست مدیرعاملی را به نام خود ثبت کرده است و همچنین دوران مدیریت او یکی از باثبات‌ترین و موفق‌ترین دوران‌های باشگاه از نظر ساختار مدیریتی به‌شمار می‌آید.
پس از انقلاب ۱۳۵۷، استقلال زیر نظر نهادهای دولتی مانند وزارت ورزش و سازمان تربیت بدنی اداره شد و مدیرانی همچون عباس کردنوری، نادر فریادشیران، محمدحسین قریب و کاظم اولیایی در مقاطع مختلف هدایت باشگاه را برعهده گرفتند. علی فتح‌الله‌زاده به عنوان یکی از شناخته‌شده‌ترین مدیران تاریخ باشگاه، چندین بار به این سمت منصوب شد و دوران مدیریت او با جذب بازیکنان سرشناس، قهرمانی در لیگ و جام حذفی، و حضور موفق در رقابت‌های آسیایی همراه بود. او به خاطر سبک مدیریتی خاص و محبوبیت میان هواداران، از چهره‌های ماندگار تاریخ این باشگاه به‌شمار می‌رود.
در دوران پس از انقلاب و به خصوص در دهه گذشته و حال حاضر، باشگاه استقلال با مشکلات مدیریتی متعددی مواجه شد. به دلیل نبود روند مشخص و کارشناسی در انتخاب مدیران عامل، در بسیاری از موارد افرادی به این سمت منصوب شدند که نه سابقه ورزشی مؤثری داشتند و نه شناخت دقیقی از ساختار حرفه‌ای باشگاه‌داری. همین موضوع باعث شد که استقلال از نظر مالی، فنی و سازمانی با بحران‌های گوناگونی روبه‌رو شود. نبود ثبات مدیریتی، تغییرات پیاپی در رده‌های بالای باشگاه و تصمیمات ناهماهنگ، زمینه‌ساز نارضایتی گسترده میان هواداران شد. در واقع، بسیاری از مدیران عامل پس از انقلاب، با انتقادات شدید از سوی طرفداران استقلال روبه‌رو بودند؛ چرا که نتوانستند انتظارات این باشگاه را برآورده کنند. همین ناپایداری مدیریتی یکی از مهم‌ترین عوامل عدم موفقیت پایدار استقلال در سال‌های اخیر محسوب می‌شود.

#### مدیران کنونی
در حال حاضر، علی تاجرنیا از سوی گروه صنایع پتروشیمی خلیج فارس در کنار ریاست هیئت مدیره، به عنوان نماینده تام‌الاختیار در باشگاه استقلال منصوب شده و تمامی تصمیمات و انتصابات مدیریتی باشگاه تحت نظر او انجام می‌گیرد و وی علی نظری جویباری را به عنوان مدیرعامل جدید باشگاه استقلال منصوب کرده است.

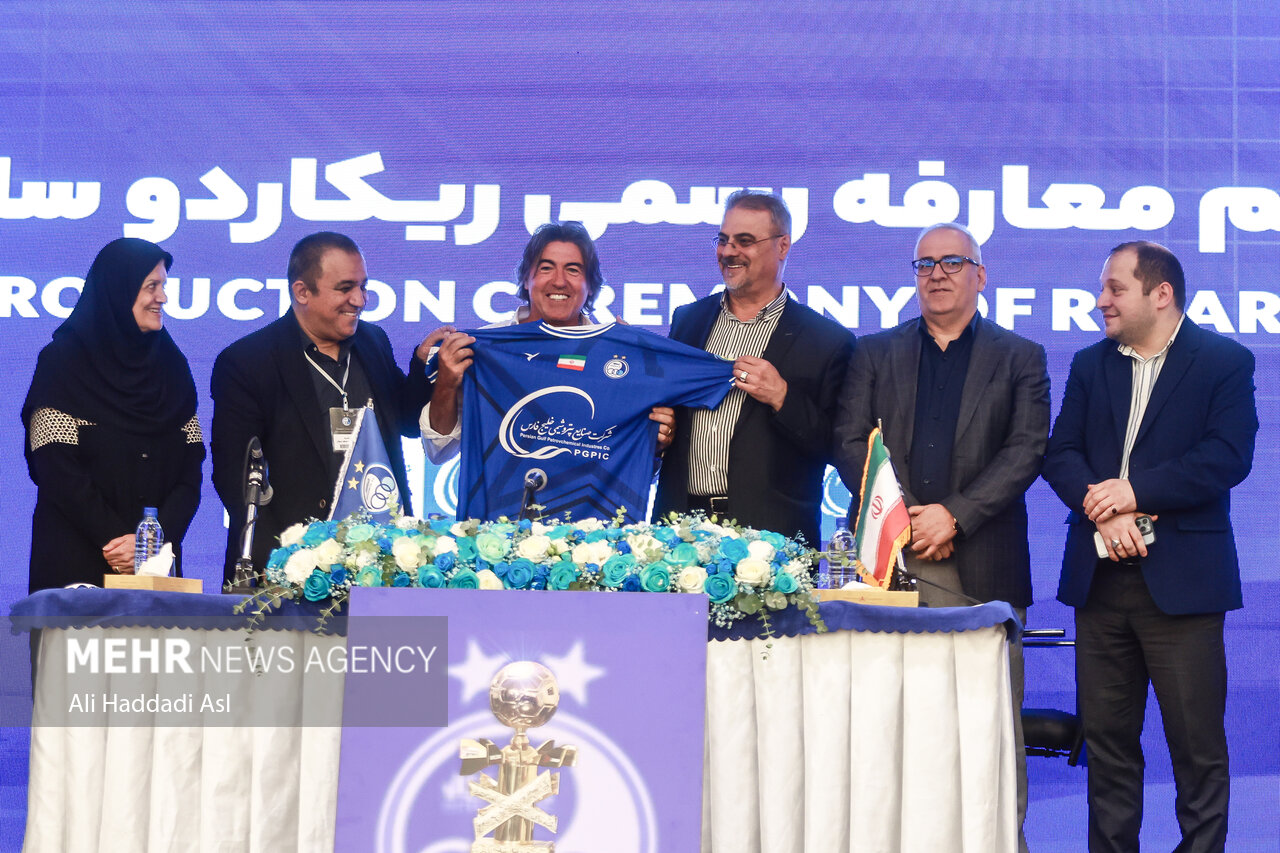
تمامی اعضای هیئت مدیره باشگاه استقلال در مراسم معارفه ریکاردو سا پینتو

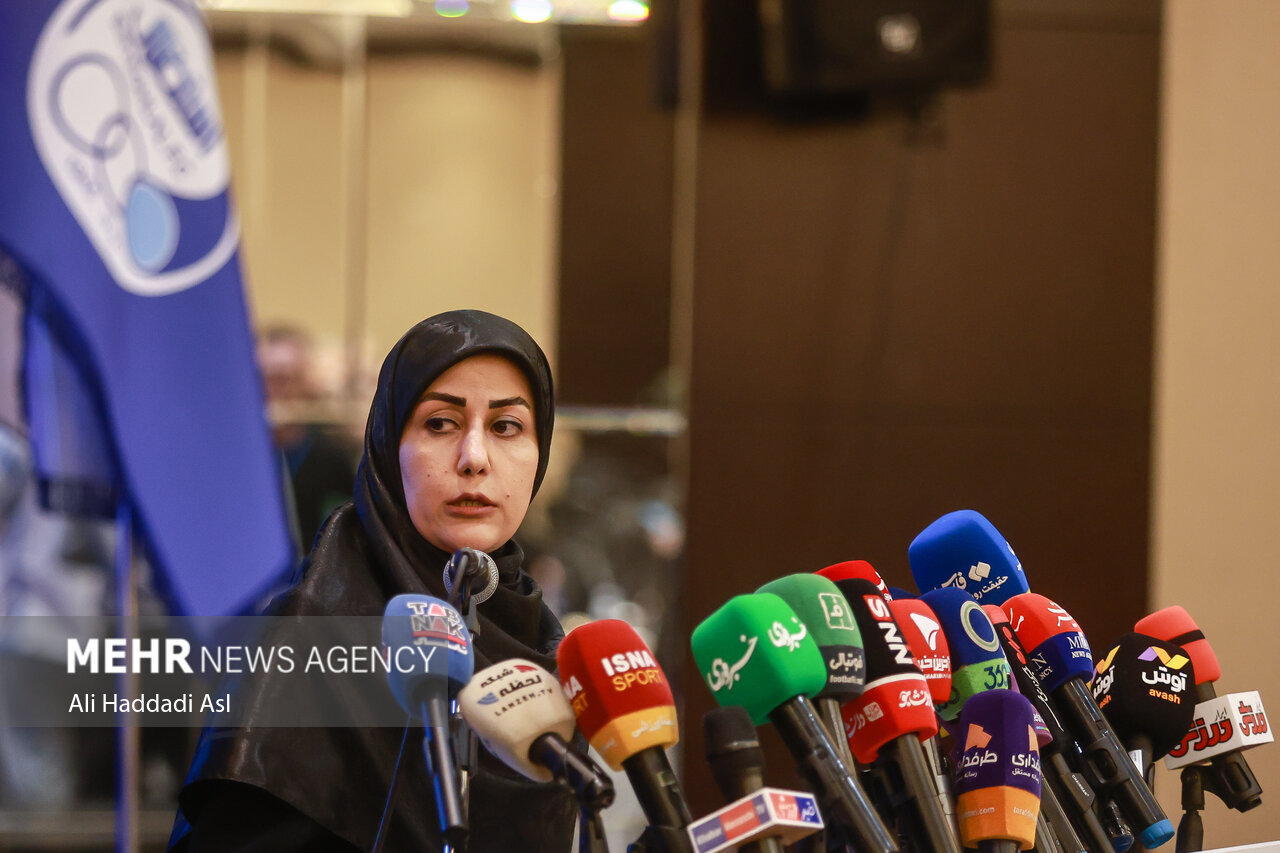
کنفرانس خبری ساعده سیما، اولین سخنگوی زن تاریخ باشگاه استقلال

| چارت مدیریتی کنونی             | چارت مدیریتی کنونی |
| ------------------------------ | ------------------ |
| رئیس هیئت مدیره                | علی تاجرنیا        |
| مدیرعامل و عضو هیئت مدیره      | علی نظری جویباری   |
| مشاور ورزشی                    | کلارنس سیدورف      |
| عضو هیئت مدیره                 | مجتبی فریدونی      |
| عضو هیئت مدیره                 | فریده شجاعی        |
| عضو هیئت مدیره                 | محمود رضا بابایی   |
| مدیر آکادمی                    | علیرضا اسدی        |
| مدیر روابط عمومی               | پژمان ماندگاری     |
| مدیر حقوقی باشگاه              | مجتبی طباطبایی     |
| مدیر اجرایی                    | داوود قاضی نور     |
| حراست باشگاه                   | مهدی نوروزخانی     |
| سخنگوی باشگاه                  | ساعده سیما         |
| معاون توسعه و منابع باشگاه     | مجید رجب کردی      |
| معاون فرهنگی و مسئولیت اجتماعی | مهدی صاحب‌دل        |

#### مدیران پیشین

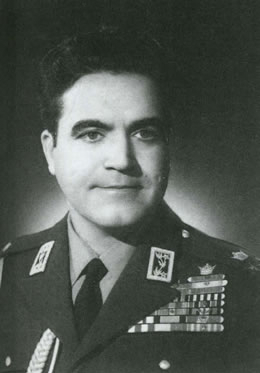
پرویز خسروانی، از مؤسسان نخستین باشگاه و مالک آن از ۱۳۲۸ تا ۱۳۵۷.

| فهرست مدیران باشگاه استقلال تهران | فهرست مدیران باشگاه استقلال تهران |
| مدیر                              | دوران مدیریت                      |
| --------------------------------- | --------------------------------- |
| پرویز خسروانی                     | ۱۳۲۸–۱۳۲۴                         |
| پرویز شیخان                       | ۱۳۵۷–۱۳۲۸                         |
| عنایت‌الله آتشی (سرپرست)           | ۱۳۵۸–۱۳۵۷                         |
| عباس کردنوری                      | ۱۳۶۴–۱۳۵۸                         |
| نادر فریادشیران                   | ۱۳۶۵–۱۳۶۴                         |
| عباس نکویه                        | ۱۳۶۸–۱۳۶۵                         |
| علی آقامحمدی                      | ۱۳۶۸                              |
| کاظم اولیایی                      | ۱۳۷۵–۱۳۶۸                         |
| علی فتح‌الله‌زاده                   | ۱۳۸۲–۱۳۷۵                         |
| محمدحسین قریب                     | ۱۳۸۴–۱۳۸۲                         |
| کاظم اولیایی                      | ۱۳۸۴                              |
| محمدحسین قریب                     | ۱۳۸۵–۱۳۸۴                         |
| منوچهر صالحی (سرپرست)             | ۱۳۸۵                              |
| مقداد نجف‌نژاد                     | ۱۳۸۵                              |
| محمدرضا بهمنی (سرپرست)            | ۱۳۸۶–۱۳۸۵                         |
| علی فتح‌الله‌زاده                   | ۱۳۸۷–۱۳۸۶                         |
| امیررضا واعظی آشتیانی             | ۱۳۸۹–۱۳۸۷                         |
| علی فتح‌الله‌زاده                   | ۱۳۹۳–۱۳۸۹                         |
| بهرام افشارزاده                   | ۱۳۹۵–۱۳۹۳                         |
| رضا حسنی‌خو                        | ۱۳۹۵                              |
| رضا افتخاری                       | ۱۳۹۷–۱۳۹۵                         |
| امیرحسین فتحی                     | ۱۳۹۸–۱۳۹۷                         |
| اسماعیل خلیل‌زاده (سرپرست)         | ۱۳۹۸                              |
| علی فتح‌الله‌زاده (سرپرست)          | ۱۳۹۸                              |
| احمد سعادتمند                     | ۱۳۹۹                              |
| احمد مددی                         | ۱۴۰۰–۱۳۹۹                         |
| مصطفی آجورلو                      | ۱۴۰۱–۱۴۰۰                         |
| علی فتح‌الله‌زاده                   | ۱۴۰۱–۱۴۰۲                         |
| سید حجت کریمی (سرپرست)            | ۱۴۰۲                              |
| علی خطیر                          | ۱۴۰۳–۱۴۰۲                         |
| فرشید سمیعی                       | ۱۴۰۳                              |
| علی نظری جویباری                  | ۱۴۰۳–۱۴۰۴                         |
| علی تاجرنیا (سرپرست)              | ۱۴۰۴–                             |

### مالکان
باشگاه فوتبال استقلال تهران در سال ۱۳۲۴ با نام «دوچرخه‌سواران» توسط گروهی از ورزشکاران تهرانی تأسیس شد. پنج نفر از بنیان‌گذاران، اولین هیئت‌مدیره باشگاه را تشکیل دادند: پرویز خسروانی (افسر ۲۳ ساله و قهرمان دوچرخه‌سواری)، اصغر نواب (دوچرخه‌ساز)، میرزایی (نجار)، خشایی (نگهبان بانک) و عنایت‌الله جانان‌پور (کارمند تربیت‌بدنی). چند سال بعد، در سال ۱۳۲۸، پرویز خسروانی مالکیت باشگاه را به‌طور کامل در دست گرفت و در سال ۱۳۴۷ آن را به سازمان تاج منتقل کرد.

سازمان ورزشی و فرهنگی تاج، مالک اصلی باشگاه فوتبال تاج تا بهمن ۱۳۵۷، تنها چند روز بعد از انقلاب ۱۳۵۷ اشغال و دارایی‌ها و اموال آن مصادره شد.

پس از انقلاب ۱۳۵۷، مالکیت باشگاه به دولت جمهوری اسلامی منتقل شد و زیر نظر سازمان تربیت بدنی قرار گرفت. در دهه ۱۳۸۰ برای مدتی کوتاه به وزارت رفاه واگذار شد اما دوباره به دولت بازگشت و از سال ۱۳۸۹ تحت نظر وزارت ورزش و جوانان اداره می‌شد. در سال ۱۴۰۱ بخشی از سهام باشگاه در فرابورس عرضه شد و در اردیبهشت ۱۴۰۳، مالکیت عمده استقلال به شرکت صنایع پتروشیمی خلیج فارس و شرکت‌های زیرمجموعه آن منتقل شد. اکنون این شرکت به همراه هوادارانی که سهام خرد دارند، مالک باشگاه به‌شمار می‌روند.
| فهرست مالکان باشگاه استقلال تهران | فهرست مالکان باشگاه استقلال تهران |
| مالک                              | دوران                             |
| --------------------------------- | --------------------------------- |
| هیئت مؤسسان اولیه                 | مهر ۱۳۲۴ – بهمن ۱۳۲۸              |
| پرویز خسروانی                     | بهمن ۱۳۲۸ – ۱۳۴۷                  |
| سازمان ورزشی و فرهنگی تاج         | ۱۳۴۷ – بهمن ۱۳۵۷                  |
| سازمان تربیت بدنی                 | بهمن ۱۳۵۷ – دی ۱۳۸۴               |
| وزارت رفاه و تأمین اجتماعی        | دی ۱۳۸۴ – تیر ۱۳۸۶                |
| سازمان تربیت بدنی                 | تیر ۱۳۸۶ – دی ۱۳۸۹                |
| وزارت ورزش و جوانان               | دی ۱۳۸۹ – اردیبهشت ۱۴۰۳           |
| شرکت صنایع پتروشیمی خلیج‌فارس      | اردیبهشت ۱۴۰۳ – اکنون             |

## درآمدزایی
باشگاه استقلال با وجود حرفه‌ای بودن ظاهری در عمل برخلاف باشگاه‌های حرفه‌ای واقعی درآمدزا نیست چرا که به دلیل دولتی و غیر حرفه‌ای بودن ساختار فوتبال ایران، استقلال با وجود داشتن هواداران فراوان و امکان درآمدزایی بالقوه، از اصلی‌ترین راه‌های درآمدزایی محروم و همواره به‌طور مستقیم وابسته به بودجه که از شرکت صنایع پتروشیمی خلیج‌فارس، مالک این باشگاه اختصاص می‌دهد هست. به عبارت دیگر، استقلال فرصت بهره‌برداری از منابع درآمدی نوین مانند قراردادهای تجاری، حق پخش، تبلیغات محیطی، بلیط فروشی، فروش محصولات هواداری و انتقال بازیکنان به بازارهای بین‌المللی به درستی مورد استفاده قرار نمی‌گیرد.
قبل از مالکیت شرکت صنایع پتروشیمی خلیج‌فارس، وزارت ورزش و جوانان بودجه ای به استقلال تخصیص نمی‌داد و تنها راه درآمد استقلال از طریق اسپانسرینگ و حامی‌های مالی بود. وزارت ورزش فقط در مواقع حساس مالی مانند بدهی‌ها به این تیم بودجه ای برای رفع این بدهی‌ها اختصاص می‌داد.

### انحصار پخش تلویزیونی توسط صدا و سیما
یکی از مهم‌ترین چالش‌های مالی استقلال، عدم دریافت حق پخش تلویزیونی است. سازمان صدا و سیمای جمهوری اسلامی ایران، به‌عنوان تنها تلویزیون دولتی کشور، بازی‌های استقلال و باقی تیم‌های فوتبال در ایران را به‌صورت انحصاری پخش می‌کند و با وجود درآمد قابل‌توجه از این طریق، به بهانه دولتی بودن باشگاه، از پرداخت حق پخش خودداری می‌کند. تلاش‌های مدیران مختلف باشگاه برای دریافت این حق در سال‌های اخیر بی‌نتیجه مانده است و بدین ترتیب، استقلال از یکی از اصلی‌ترین منابع درآمدی یک باشگاه حرفه‌ای محروم است. در فوتبال حرفه‌ای جهان، حق پخش تلویزیونی یکی از منابع اصلی درآمد باشگاه‌ها محسوب می‌شود، همچنین در سطح جهان این منبع معمولاً سهم قابل توجهی (حدود ۴۰ تا ۷۰ درصد) از هزینه‌های کل باشگاه‌ها را تأمین می‌کند.

### تبلیغات محیطی ورزشگاه‌ها
علاوه بر اینکه درآمد از حق پخش در اختیار سازمان صدا و سیمای جمهوری اسلامی ایران است، تبلیغات محیطی ورزشگاه‌ها نیز تحت مدیریت سازمان لیگ فوتبال ایران است که سالانه تنها بخش کوچکی از این درآمد را به باشگاه‌ها اختصاص می‌دهد.
در دوره مدیرعاملی مصطفی آجورلو در باشگاه استقلال، وی موفق شد مدیریت تبلیغات محیطی بازی‌های خانگی استقلال را از سازمان لیگ به باشگاه منتقل کند و سهم قانونی سازمان لیگ را به آن‌ها پرداخت نماید. با این حال، پس از پایان مدیریت آجورلو در استقلال، مدیریت تبلیغات محیطی دوباره به سازمان لیگ واگذار شد و این روند تاکنون ادامه دارد.

### تولیدکننده پوشاک
باشگاه استقلال در زمینه‌های دیگر نیز با چالش‌های درآمدی مواجه است. به‌عنوان مثال، قراردادهای تولید پوشاک این باشگاه عمدتاً به‌صورت تأمین کالا هستند و درآمد نقدی برای باشگاه به همراه ندارند. این در حالی است که در فوتبال حرفه‌ای، باشگاه‌ها نه‌تنها از تأمین رایگان لباس بهره می‌برند، بلکه مبالغ قابل توجهی را نیز از برندهای ورزشی دریافت می‌کنند.

### کشتی استقلال
شرکت صنایع پتروشیمی خلیج فارس در ۱۱ خرداد ۱۴۰۴ اعلام کرد کشتی حمل فرآورده‌های نفتی به نام «استقلال» را با هدف ایجاد درآمد پایدار و ثابت برای این باشگاه به ناوگان خود اضافه کرد و تمامی درآمد این کشتی به باشگاه استقلال خواهد رسید. در توضیحات این خبر اینطور آمد که نفت‌کش استقلال از نوع MR و ساخت ژاپن است با طول ۱۸۲٫۵ متر دارای ۱۴ مخزن به میزان ۴۰ هزار تن خواهد بود و در راستای منافع ملی و سهامداران شرکت‌های پتروشیمی تابعه صنایع پتروشیمی خلیج فارس و همزمان با فتح هشتمین قهرمانی جام حذفی توسط باشگاه به ناوگان دریایی این پتروشیمی پیوسته است.

## دارایی‌ها

### دارایی‌های فیزیکی باشگاه تاج
باشگاه استقلال تهران، که پیش از انقلاب با نام «تاج» فعالیت می‌کرد، یکی از بزرگ‌ترین و ثروتمندترین باشگاه‌های ورزشی ایران بود و به نقل و قول برخی افراد استقلال بعد از رئال مادرید، دومین تیم ثروتمند جهان بود. این باشگاه دارای املاک و امکانات ورزشی متعددی در داخل و خارج از ایران بود که پس از انقلاب ۱۳۵۷ به نهادهای مختلف واگذار شد.
ساختمان اداری و مرکز اصلی فعالیت‌های باشگاه تاج در تهران بود که در روبروی پارک امین الدوله قرار دارد و دارای دو ساختمان بزرگ است که یکی از آنها را سازمان تربیت بدنی به تصرف گرفت و یکی دیگر را هم سازمان انقلاب اسلامی برای خودش برداشت.
مجموعه ورزشی تاج تا پیش از انقلاب دارای ۵ باشگاه ورزشی در تهران و ۶۶ باشگاه در شهرستان‌ها بود. تاج همچنین در کشورهای ترکیه (با نام باشگاه تاج‌اسپور) و قطر نیز دارای باشگاه‌هایی بود که با انقلاب ۱۳۵۷ این اماکن از مالکیت باشگاه خارج شدند. باشگاه‌های تاج در تهران شامل کاخ مرکزی تاج در خیابان بهارستان، باشگاه ورزشی پله در خیابان نظام آباد، کلوپ بانوان تاج در خیابان لس‌آنجلس (حجاب کنونی)، کلوپ تنیس تاج در خیابان پهلوی (ولی‌عصر فعلی) و کلوپ رضا پهلوی در نازی‌آباد بودند. تاج همچنین دارای دو فروشگاه ورزشی در تهران در خیابان‌های شاه‌رضا و بهارستان بود. با انقلاب ایران و در روز ۲۸ بهمن ۱۳۵۷ کاخ مرکزی تاج و سایر اماکن متعلق به باشگاه تاج به تصرف کمیته‌های انقلاب درآمدند مکان‌های ورزشی در اختیار سازمان تربیت بدنی قرار گرفت و اماکن اداری یا خدماتی دیگر همچون فروشگاه ورزشی باشگاه به ارگان‌هایی مانند سازمان تبلیغات اسلامی واگذار گردید. تلاش‌های باشگاه استقلال برای بازپس‌گیری این اماکن تا به حال موفق نبوده است. باشگاه استقلال در تیر ۱۳۸۸، با پرداخت ۲ میلیارد تومان مالک ۱٪ از سهام بانک تات شد، این کار در آغاز با استقبال کارشناسان روبرو شد و اقدامی جهت سودآوری آینده باشگاه دانسته‌شد. در پایان ۱۳۸۸، استقلال به دلیل اختلاف‌های مدیریتی سهمش را با ۱۸٪ سود واگذار کرد.
در حال حاضر باشگاه استقلال مالک ورزشگاه مرغوبکار، کمپ ناصر حجازی و ورزشگاه کشوری است. در روز ۱۶ تیر ۱۳۸۷، کلنگ کمپ اختصاصی باشگاه استقلال در پارک ارم تهران به زمین‌خورد و علی فتح‌الله‌زاده، مدیرعامل آن زمان استقلال اعلام کرد که ارزش این کمپ ۷۰ میلیارد تومان است. در پایان در بهار ۱۳۹۰ فتح‌الله‌زاده کمپ اختصاصی باشگاه را افتتاح کرد. کمپ اختصاصی استقلال تهران به یاد و نام بازیکن و مربی سابق استقلال، ناصر حجازی نامگذاری شده است.

## برای مطالعهٔ بیشتر
- غالب، مصطفی، (۱۳۸۶)، کلوپ دوچرخه سواران تا استقلال، گپ، شابک ‎۹۷۸-۹۶۴-۷۹۷۶-۲۸-۲
- احمدی، سید علی اکبر، (۱۳۸۸)، استقلال تاریخچه کامل باشگاه از دوچرخه‌سواران و تاج تا استقلال (دو جلد)، پایگان، شابک ‎۹۷۸-۶۰۰-۵۰۹۶-۵۷-۶
- حسنی فرد، محسن، (۱۳۷۹)، آب‍ی‌پ‍وش‍ان از تاج تا استقلال، مرسا، شابک ‎۹۶۴-۶۹۲۷-۳۹-۴
- حسینی، محمد، (۱۳۸۱)، از ت‍اج ت‍ا اس‍ت‍ق‍لال: ۱۳۲۴–۱۳۸۱، پیام بهاران، شابک ‎۹۶۴-۷۷۸۹-۰۰-۹
- افشار، ابراهیم، (۱۴۰۴)، آبی آنتیک، وزن دنیا، شابک ‎۹۷۸-۶۲۲۸-۷۷۴۵-۳۴